# ノーフォーク公
ノーフォーク公爵（英語: Duke of Norfolk）は、イギリスの公爵位。イングランド貴族。
過去に3回創設されており、現存するノーフォーク公爵位は、1483年にジョン・ハワードがリチャード3世に叙されたのに始まり、以降その子孫のハワード家によって世襲されている。エリザベス朝期の当主4代公爵トマスが1572年に大逆罪で処刑されたことで約1世紀に渡って失われた時期があるが、1660年の王政復古の際に4代公爵の玄孫トマスが5代公爵に復権を果たし、以降今日まで連綿として続いている。
4代公爵が婚姻でアランデル伯爵フィッツアラン家と結びついた結果、アランデル伯爵位も従属爵位として継承しており、ノーフォーク公爵家の法定推定相続人はこの爵位とサリー伯爵位を儀礼称号として使用する。
14代公爵ヘンリーの代に家名をフィッツアラン＝ハワード家に改姓した。2015年現在の当主は18代公爵エドワード・フィッツアラン＝ハワードである。
イギリスの全ての臣民公爵位の中でも最古参であり、筆頭公爵の立場にある。また紋章院総裁はノーフォーク公爵家の世襲職である。ノーフォークという爵位名になっているが、ノーフォークにはそれほど土地を持っておらず、居城もウェスト・サセックス州のアランデル城である。
ノーフォーク公爵家は歴史的に国教忌避の態度をとったカトリック教徒であるため、宗教的迫害を受けることも多かった。
分流も数多く存在し、現存する爵位持ちの分家にエフィンガム伯爵家、サフォーク伯爵家、カーライル伯爵家、ペンリスのハワード男爵家の4つがある。

## 歴史

### ノーフォーク伯爵（前身）
ノーフォーク公爵の前身の爵位はノーフォーク伯爵である。
ノーフォーク伯爵はノルマン・コンクエストでイングランドに来たノルマン人のロジャー・ビゴッド（生年不詳-1107）を祖とするビゴッド家が代々世襲していたが、1306年に第5代ノーフォーク伯爵ロジャー・ビゴッド（1245頃-1306）が跡継ぎなく死去すると、ノーフォーク伯爵位は王室に返却された。
1312年にはエドワード2世（1284-1327）が異母弟トマス・オブ・ブラザートン（1300-1338）をノーフォーク伯爵に叙した。爵位はその後、トマスの娘マーガレット（1320頃-1399）に継承された。

### モウブレー家とヨーク公（第1期・第2期）

第2代ノーフォーク公爵（第1期）ジョン・ド・モウブレーに本を授けるヘンリー5世

1397年にはリチャード2世（1367-1400）により、マーガレットと彼女の女系の孫トマス・モウブレー（1366？-1399？）にノーフォーク公爵位（第1期）が与えられた。これがノーフォーク公爵位の最初の創設だった。この時にトマスは、ビゴッド家に帰属した所領と役職（紋章院総裁（Earl Marshal）を含めて）を授けられた。ただし、トマス本人は1398年にリチャード2世の従弟のヘンリー・ボリングブルック（後のヘンリー4世）と対立したことをリチャード2世に咎められ国外追放となり、不遇のまま1399年に没し、次男ジョン（1392-1432）が1425年にノーフォーク公を叙爵されるまで爵位は空位であった。
このような躓きはあったものの1397年から1476年の間、モウブレー家がノーフォーク公の称号と所領を所有したが、1476年に4代目の当主ジョン・モウブレー（1444-1476）が男系の子孫を残さないままに、3歳の1人娘アン・ドゥ・モウブレー（1472-1481）を残して他界する。この後、アンはわずか5歳で当時の国王エドワード4世（1442-1483）の4歳になる息子ヨーク公リチャード（1473-1483？）と結婚する事になる。アンは8歳で亡くなるまでリチャードの妻のままだった。
1481年にリチャードはノーフォーク公爵（第2期）に叙された。しかし1483年に父王エドワード4世が崩御した途端に「リチャードと兄王エドワード5世（1470-1483？）の私生児説」が取りざたされ、新国王リチャード3世（1452-1485）によってヨーク公・ノーフォーク公の両方の爵位は剥奪され、ロンドン塔に収監される（以降行方不明。兄エドワード5世もろともロンドン塔で殺害されたといわれる）。

### ハワード家（第3期）

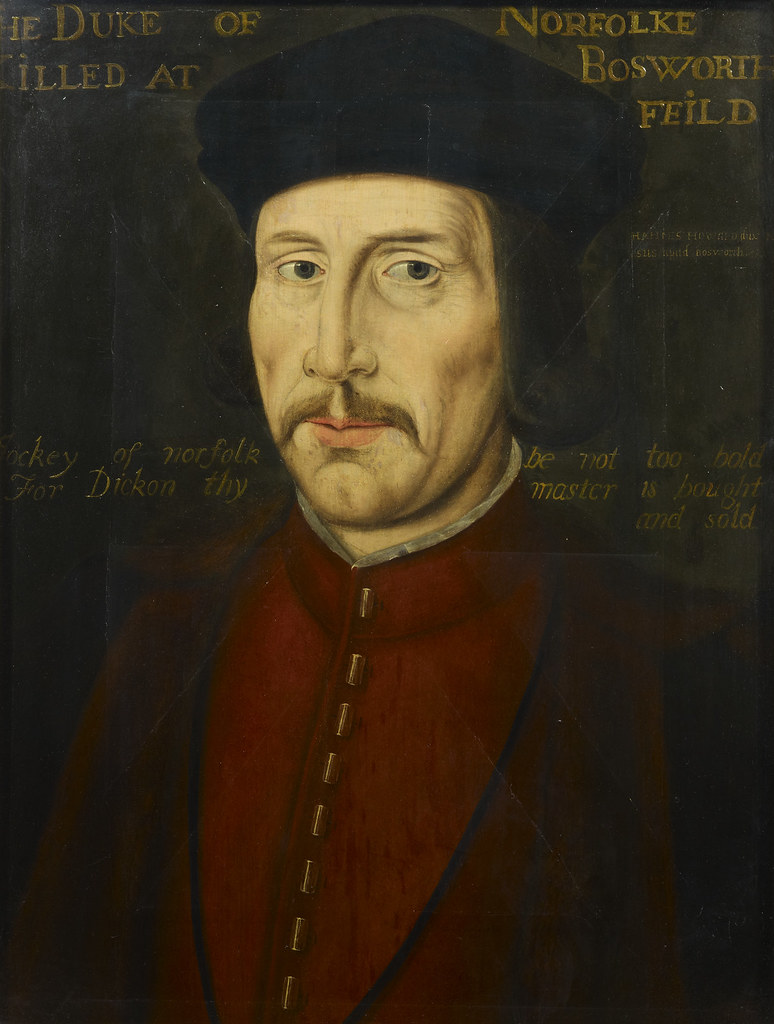
初代ノーフォーク公ジョン・ハワード

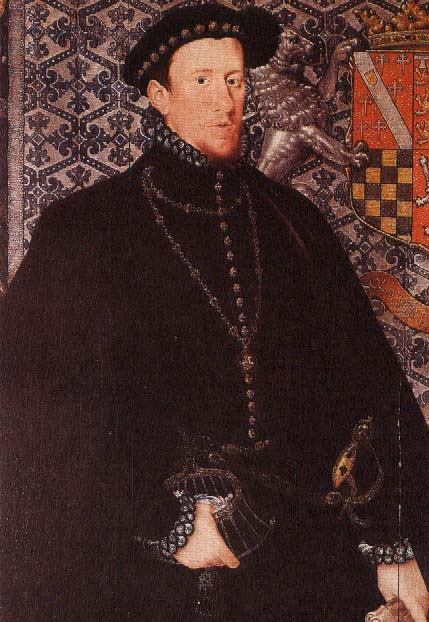
第4代ノーフォーク公トマス・ハワード

リチャード3世の即位に功があったとして、初代ノーフォーク公（第1期）トマス・モウブレーの孫にあたるジョン・ハワード（1420頃-1485）が1483年に初代ノーフォーク公（第3期）に叙せられた。現在まで続いているノーフォーク公爵家は彼の子孫である。
初代公爵ジョンが1485年のボズワースの戦いで敗死した後、その長男トマス（1443-1524）は勝者のヘンリー7世によってノーフォーク公爵位を剥奪されたが、1513年にトマスがスコットランド王ジェームズ4世軍を撃破する戦功をたてたことで、1514年にヘンリー8世によりノーフォーク公爵位の復権が認められた。
3代公爵トマス（1473-1554）も当初はヘンリー8世の寵愛を受け、二人の姪をヘンリー8世の王妃に送り込むことに成功したが（アン・ブーリン、キャサリン・ハワード）、彼女たちは二人とも姦通により処刑されている。やがて3代公爵自身もヘンリー8世の信頼を失い、1546年にはロンドン塔に投獄された。しかしヘンリー8世の崩御で処刑をまぬがれ、1553年にはメアリー1世の即位に功績があったとされて公爵位への復権が勅許された。
4代公爵トマス（1536-1572）は第19代アランデル伯爵ヘンリー・フィッツアランの女子相続人メアリー・フィッツアランと結婚し、これによりハワード家はアランデル伯爵家の爵位と領地も得ることになる。しかし4代公爵はスコットランド女王メアリーとの婚約騒動で女王エリザベス1世の不信を買い、1572年に大逆罪で処刑された。ノーフォーク公爵位は剥奪され、4代公爵の長男フィリップ（1557-1595）は母方の第20代アランデル伯爵位のみ継承した。以降ノーフォーク公爵位は3代88年にもわたって失われた。
第20代アランデル伯爵フィリップは国教と敵対する熱心なカトリックであり、そのためにロンドン塔へ幽閉され、また1577年には貴族院の議席を失った。これ以降ノーフォーク公爵（アランデル伯爵）家は代々カトリックの家系となり、貴族院に議席を持てなくなった。
1660年の王政復古の際、4代公爵の玄孫に当たる第23代アランデル伯爵トマス（1627-1677）が、議会の議決に基づくチャールズ2世の勅許により第5代ノーフォーク公へ復権している。以降ノーフォーク公爵位は今日に至るまで剥奪されることなく続いている。
1673年には審査法が議会で制定され、カトリックは国政から締め出された。紋章院総裁はノーフォーク公爵家世襲職であるが、この職務についても実際にはプロテスタントの分家のサフォーク伯爵家やカーライル伯爵家が行うのが一般的になった。
8代公爵トマス（1683-1732）はジャコバイトとの関与を疑われ、1722年にハノーヴァー朝への大逆罪でロンドン塔に投獄されている。彼が投獄された最後のノーフォーク公爵家当主である。
11代公爵チャールズ（1746-1815）はプロテスタントに改宗して議会に議席を持ち、ホイッグ党の政治家として自由主義的政治活動に尽力した。また居城であるアランデル城を今日の形へと改築した。
12代公爵バーナード（1765-1842）はカトリックだったが、彼の代の1829年にカトリック救済法が制定され、カトリックも議会に議席を持てるようになったため、以降のノーフォーク公爵家当主は自動的に貴族院議員に列するようになった。
14代公爵ヘンリー（1815-1860）は、ルーツのひとつであるフィッツアランを姓に加えることにし、1842年にヴィクトリア女王の勅許を得てフィッツアラン＝ハワード家と改姓した。
15代公爵ヘンリー（1847-1917）は敬虔なカトリックであり、ノーリッジ・カシードラルなど12もの教会を私費で建設した。また貴族院にも積極的に出席していたので第3次ソールズベリー侯爵内閣で郵政長官も務めている。
16代公爵ヘンリー（1908-1975）は、アランデル城を独立トラストに帰属させ、一般公開した。また彼の代に財産税・相続税攻勢で家計が苦しくなり、所有地が半減した。
16代公爵には男子がなかったため、分家の第4代グロソップのハワード男爵マイルス（1915-2002）が17代公爵を継承した。現在の当主はその長男である18代公爵エドワード（1956-）である。

## 軍務伯
ノーフォーク公は紋章院の総裁職である軍務伯（Earl Marshal）の地位も世襲している。ここ500年ほどは（私権剥奪状態の一時期を除いて）ノーフォーク公爵位と軍務伯の地位はハワード家に受け継がれてきた。1999年にトニー・ブレア政権が制定した貴族院法によって、それまで世襲だった貴族院議員のほとんどが世襲ではなくなったが、軍務伯が世襲だった事から、ノーフォーク公は貴族院議員の世襲が認められている（この時議席の世襲が認められた貴族はノーフォーク公のほかにはチャムリー侯だけである）。紋章院総裁は議会開会の式典において君主の入場の際に先導を務める4人の中の1人である。

## 現当主の全保有爵位
現当主である第18代ノーフォーク公爵エドワード・フィッツアラン＝ハワードは以下の爵位を保有している。
- 第18代ノーフォーク公爵　(18th Duke of Norfolk)
(1483年6月28日の勅許状によるイングランド貴族爵位)
- 第36代アランデル伯爵 (36th Earl of Arundel)
(1139年頃アランデル城所有によって創設されたイングランド貴族爵位) ※法定推定相続人の儀礼称号
- 第18代サリー伯爵 (18th Earl of Surrey)
(1483年6月28日の勅許状によるイングランド貴族爵位) ※法定推定相続人の儀礼称号
- 第16代ノーフォーク伯爵 (16th Earl of Norfolk)
(1644年6月6日の勅許状によるイングランド貴族爵位)
- 第13代バーモント男爵（英語版） (13th Baron Beaumont)
(1309年3月4日の議会招集令状（英語版）によるイングランド貴族爵位)
- 第26代マルトレイヴァース男爵 (26th Baron Maltravers)
(1330年6月5日の議会招集令状によるイングランド貴族爵位)
- 第16代フィッツアラン＝クラン＝オズワルデスタ男爵 (16th Baron FitzAlan, Clun and Oswaldestre)
(1627年の議会法によるイングランド貴族爵位)
- 第5代グロソップのハワード男爵 (5th Baron Howard of Glossop)
(1869年12月9日の勅許状による連合王国貴族爵位)

## 紋章
ノーフォーク公爵ハワード家の大紋章は大きく5つの要素から成り立っている。「アーム（小紋章）」「クレスト」「サポーター」「モットー」「バトン（紋章院総裁の指揮棒）」である。

ノーフォーク公の紋章

- アーム（小紋章）：

中央の盾の形をした部分である。ノーフォーク家の紋章はクォータリー（Quarterly, 縦横4分割）でその系統を表している。左上の紋章は、赤地に6つの小十字の間に銀の斜め帯が走り、その中に金の二重線で縁取られた盾形の紋章（口から矢を貫かれたライオンの上半身がついている）が入ったデザインになっている。これは2代公爵トマスがスコットランド軍撃退の戦功でヘンリー8世から与えられた紋章である。右上の紋章は、「立ち姿で正面を向いた3頭縦一列の金の獅子」に、長男である事を表す銀のしめ縄を付けたデザインになっている。これはトマス・オブ・ブラザートン以来のハワード家の紋章である。左下の紋章は、金と青のチェックのデザインである。これはルーツのひとつであるサリー伯爵(ワーレン伯爵)ワーレン家の紋章である。右下の紋章は赤地に左後ろ足で片足立ちした金のライオンが描かれたデザインである。これはルーツのひとつであるアランデル伯爵アールビーニー家の紋章である。
- クレスト（冑飾り）：

紋章上部の飾り部分である。ノーフォーク家の紋章では3つのクレストでその血統(家系)を表している。まず中央はトマス・オブ・ブラザートンの家系である事を表し、赤い帽子の上で四本足で立ち止まって正面を向き尾を伸ばした金の獅子と、その首には公爵位を表す王冠が描かれている。次に左のクレストはハワード家を表し、公爵の印である金の王冠と、赤地の2本の羽根にはそれぞれ銀の斜め帯に6つの小十字が描かれている。最後に右側はフィッツアラン家の家系である事を表し、緑の山の上で樫の小枝を咥えた銀色の馬の立ち姿が描かれている。
- サポーター：

紋章の左右で盾を支えるように動物が描かれている。向かって左側に銀の獅子、右側に銀の馬が描かれており、馬は樫の小枝を咥えている。
- モットー：

紋章下部に「高潔さだけは征服されない（Sola Virtus Invicta）」と家訓が書かれている。
- バトン（紋章院総裁の指揮棒）：

盾の後ろ側で交差した2本の指揮棒。本体は金色でその両端は黒皮が巻かれている。この指揮棒はノーフォーク公が世襲の紋章院総裁である事を表している。
また、その時のノーフォーク公がガーター勲章を受章した場合に限っては、紋章の盾の周りをガーターで囲む事がある。但しガーター勲章は世襲ではないので、受章した当人しか紋章に入れる事ができない。例えば、第17代ノーフォーク公マイルス・フィッツアラン＝ハワードは1983年4月22日にガーター勲章を受章したので、それまでは紋章にガーターを入れる事はできなかったが受章後は紋章にガーターを入れる事ができる。同様に18代ノーフォーク公エドワード・フィッツアラン＝ハワードはまだガーター勲章を受章していないので、今も紋章にガーターを入れる事はできない。つまり紋章のガーターは、必ずしも「ノーフォーク公の紋章の一部」ではない。

## 住居
ノーフォーク公の住居として知られているのは、フラムリンガム城、バンゲイ城、カールトン・タワーズ、ロンドンのノーフォーク・ハウス、アランデル城である。
フラムリンガム城は元々ノーフォーク伯爵の所有だったが、1307年にビゴッド家の男系が途絶えると国王の資産に編入された。だがこれは1397年にノーフォーク伯が公爵位に昇格したタイミングで、国王リチャード2世からトマス・モウブレーに下賜されている。この後、モウブレー家が絶えた後にはハワード家の所有物となった。ジョン・ハワードは1485年にこの城の大改修を行っている。この後しばらくはノーフォーク公の城だったが、結局は手放す事になる（例えば1553年には城はエドワード6世の姉メアリー・テューダーの手に渡っている）。
- フラムリンガム城外壁
- 上空からのフラムリンガム城
- フラムリンガム城外壁
- フラムリンガム城中庭の住居

バンゲイ城も元来は同じくノーフォーク伯の資産の一部であった。1483年にハワード家の手に渡ってからは20世紀の終わりまで（短い期間を別として）ノーフォーク公の所有下にあった。しかし城は随分長い間荒れ放題の状態であった。そこで第17代ノーフォーク公マイルス・フィッツアラン＝ハワードは城の保存のため、既に自力で修復作業を開始していたバンゲイの町に対して、修復のための寄付金と共に所有権を寄贈した。現在は城の信託基金によって管理されている。
- 1819年のバンゲイ城を描いた絵
- バンゲイ城遺跡

カールトン・タワーズはヨークシャーのカールトンにあるエドワード・ウェルビー・プジン設計のヴィクトリア朝ゴシック様式のカントリー・ハウス。ヨークシャーにおけるノーフォーク公の住居である。現在もノーフォーク公爵家一族が暮らしている。また結婚披露宴などのイベントに使われている。
- カールトン・タワーズ。手前の人物は襲爵前の第18代ノーフォーク公エドワード（1981年撮影）
- カールトン・タワーズ邸内の暖炉。右側に座る人物は第17代ノーフォーク公マイルス（1989年撮影）
- カールトン・タワーズ邸内のステアケース
- カールトンタワーズ邸内
- カールトンタワーズ邸内のパーラー

アランデル城はここ850年ほどの間アランデル伯の本拠地である。11世紀にアランデル伯ロジャー・ドゥ・モンゴメリーによって作られたこの城は1102年に国王によって奪われた。後にヘンリー2世の王位継承権獲得に功があったとして、1155年にウィリアム・ダービニーはアランデル伯に列せられ、この時に城もアランデル伯のものとなった。この後、今日に至るまでアランデル城はノーフォーク公の居城となっている。また、城内に1390年に建てられたフィッツァラン教会堂は、代々のノーフォーク公が埋葬されている。
- アランデル城外壁
- アランデル城の中庭
- 上空からのアランデル城
- アランデル城内ダイニングホール
- アランデル城内チャペル
- アランデル城内ライブラリー

## ノーフォーク公の一覧
ノーフォーク公の爵位は3回創設されている。第1期は1397年のマーガレットとその孫トマス・ド・モウブレーの子孫のモウブレー家によって、第2期は1477年のヨーク公リチャードによって、第3期は1483年のハワード家によってである。歴代のノーフォーク公は下記のとおり。

### ノーフォーク公 第1期（1397年）
| 肖像 | 爵位の代数 名前 （生没年）                      | 受爵期間        | 続柄                | 他の保有爵位       |
| ---- | ----------------------------------------------- | --------------- | ------------------- | ------------------ |
|      | ノーフォーク女公爵 マーガレット （1320頃-1398） | 1397年 - 1398年 | エドワード1世の孫娘 | ノーフォーク女伯爵 |

| 肖像 | 爵位の代数 名前 （生没年）                                 | 受爵期間        | 続柄             | 他の保有爵位                                                      |
| ---- | ---------------------------------------------------------- | --------------- | ---------------- | ----------------------------------------------------------------- |
|      | 初代ノーフォーク公爵 トマス・ド・モウブレー （1365-1399）  | 1397年 - 1399年 | マーガレットの孫 | ノーフォーク伯爵 ノッティンガム伯爵 モウブレー男爵 セグレイブ男爵 |
|      | 第2代ノーフォーク公爵 ジョン・ド・モウブレー （1392-1432） | 1425年 - 1432年 | 先代の子         | ノーフォーク伯爵 ノッティンガム伯爵 モウブレー男爵 セグレイブ男爵 |
|      | 第3代ノーフォーク公爵 ジョン・ド・モウブレー （1415-1461） | 1432年 - 1461年 | 先代の子         | ノーフォーク伯爵 ノッティンガム伯爵 モウブレー男爵 セグレイブ男爵 |
|      | 第4代ノーフォーク公爵 ジョン・ド・モウブレー （1444-1476） | 1461年 - 1476年 | 先代の子         | ノーフォーク伯爵 ノッティンガム伯爵 モウブレー男爵 セグレイブ男爵 |

### ノーフォーク公 第2期（1481年）
| 肖像 | 爵位の代数 名前 （生没年）                      | 受爵期間            | 続柄              | 他の保有爵位                  |
| ---- | ----------------------------------------------- | ------------------- | ----------------- | ----------------------------- |
|      | 初代ノーフォーク公爵 リチャード （1473-1483？） | 1481年 - 1483年剥奪 | エドワード4世の子 | ヨーク公爵 ノッティンガム伯爵 |

### ノーフォーク公 第3期（1483年）
| 肖像 | 爵位の代数 名前 （生没年）                                                                          | 受爵期間                                | 続柄           | 他の保有爵位 |
| ---- | --------------------------------------------------------------------------------------------------- | --------------------------------------- | -------------- | --- |
|      | 初代ノーフォーク公爵 ジョン・ハワード （1420頃-1485）                                               | 1483年 - 1485年剥奪                     |                | モウブレー男爵 セグレイヴ男爵 ハワード男爵 |
|      | 第2代ノーフォーク公爵 トマス・ハワード （1443-1524）                                                | 1514年復権 - 1524年                     | 先代の子       | サリー伯爵 |
|      | 第3代ノーフォーク公爵 トマス・ハワード （1473-1554）                                                | 1524年 - 1547年剥奪 1553年復権 - 1554年 | 先代の子       | サリー伯爵 |
|      | 第4代ノーフォーク公爵 トマス・ハワード （1536-1572）                                                | 1554年 - 1572年剥奪                     | 先代の孫       | サリー伯爵 モウブレー男爵 セグレイヴ男爵 |
|      | 第5代ノーフォーク公爵 トマス・ハワード （1627-1677）                                                | 1660年復権 - 1677年                     | 先代の玄孫     | アランデル伯爵 サリー伯爵 ノーフォーク伯爵 モウブレー男爵 セグレイヴ男爵 マルトレイヴァース男爵 フィッツアラン＝クラン＝オズワルデスタ男爵 ファーニヴァル男爵 ブラックミアのストレンジ男爵 タルボット男爵                                           |
|      | 第6代ノーフォーク公爵 ヘンリー・ハワード （1628-1684）                                              | 1677年 - 1684年                         | 先代の弟       | アランデル伯爵 サリー伯爵 ノーフォーク伯爵 ノーリッジ伯爵 モウブレー男爵 セグレイヴ男爵 マルトレイヴァース男爵 フィッツアラン＝クラン＝オズワルデスタ男爵 ファーニヴァル男爵 ブラックミアのストレンジ男爵 タルボット男爵 ライジング城のハワード男爵 |
|      | 第7代ノーフォーク公爵 ヘンリー・ハワード （1655-1701）                                              | 1684年 - 1701年                         | 先代の子       | アランデル伯爵 サリー伯爵 ノーフォーク伯爵 ノーリッジ伯爵 モウブレー男爵 セグレイヴ男爵 マルトレイヴァース男爵 フィッツアラン＝クラン＝オズワルデスタ男爵 ファーニヴァル男爵 ブラックミアのストレンジ男爵 タルボット男爵 ライジング城のハワード男爵 |
|      | 第8代ノーフォーク公爵 トマス・ハワード （1683-1732）                                                | 1701年 - 1732年                         | 先代の甥       | アランデル伯爵 サリー伯爵 ノーフォーク伯爵 ノーリッジ伯爵 モウブレー男爵 セグレイヴ男爵 マルトレイヴァース男爵 フィッツアラン＝クラン＝オズワルデスタ男爵 ファーニヴァル男爵 ブラックミアのストレンジ男爵 タルボット男爵 ライジング城のハワード男爵 |
|      | 第9代ノーフォーク公爵 エドワード・ハワード （1685-1777）                                            | 1732年 - 1777年                         | 先代の弟       | アランデル伯爵 サリー伯爵 ノーフォーク伯爵 ノーリッジ伯爵 モウブレー男爵 セグレイヴ男爵 マルトレイヴァース男爵 フィッツアラン＝クラン＝オズワルデスタ男爵 ファーニヴァル男爵 ブラックミアのストレンジ男爵 タルボット男爵 ライジング城のハワード男爵 |
|      | 第10代ノーフォーク公爵 チャールズ・ハワード （1720-1786）                                           | 1777年 - 1786年                         | 先代の又従兄弟 | アランデル伯爵 サリー伯爵 ノーフォーク伯爵 マルトレイヴァース男爵 フィッツアラン＝クラン＝オズワルデスタ男爵 |
|      | 第11代ノーフォーク公爵 チャールズ・ハワード （1746-1815）                                           | 1786年 - 1815年                         | 先代の子       | アランデル伯爵 サリー伯爵 ノーフォーク伯爵 マルトレイヴァース男爵 フィッツアラン＝クラン＝オズワルデスタ男爵 |
|      | 第12代ノーフォーク公爵 バーナード・エドワード・ハワード （1765-1842）                               | 1815年 - 1842年                         | 先代の三従兄弟 | アランデル伯爵 サリー伯爵 ノーフォーク伯爵 マルトレイヴァース男爵 フィッツアラン＝クラン＝オズワルデスタ男爵 |
|      | 第13代ノーフォーク公爵 ヘンリー・チャールズ・ハワード （1791-1856）                                 | 1842年 - 1856年                         | 先代の子       | アランデル伯爵 サリー伯爵 ノーフォーク伯爵 マルトレイヴァース男爵 フィッツアラン＝クラン＝オズワルデスタ男爵 |
|      | 第14代ノーフォーク公爵 ヘンリー・グランヴィル・フィッツアラン＝ハワード （1815-1860）               | 1856年 - 1860年                         | 先代の子       | アランデル伯爵 サリー伯爵 ノーフォーク伯爵 マルトレイヴァース男爵 フィッツアラン＝クラン＝オズワルデスタ男爵 |
|      | 第15代ノーフォーク公爵 ヘンリー・フィッツアラン＝ハワード （1847-1917）                             | 1860年 - 1917年                         | 先代の子       | アランデル伯爵 サリー伯爵 ノーフォーク伯爵 マルトレイヴァース男爵 フィッツアラン＝クラン＝オズワルデスタ男爵 |
|      | 第16代ノーフォーク公爵 バーナード・マーマデューク・フィッツアラン＝ハワード （1908-1975）           | 1917年 - 1975年                         | 先代の子       | アランデル伯爵 サリー伯爵 ノーフォーク伯爵 マルトレイヴァース男爵 フィッツアラン＝クラン＝オズワルデスタ男爵 テレグレスのヘリーズ卿 |
|      | 第17代ノーフォーク公爵 マイルス・フランシス・ステイプルトン・フィッツアラン＝ハワード （1915-2002） | 1975年 - 2002年                         | 先代の又従兄弟 | アランデル伯爵 サリー伯爵 ノーフォーク伯爵 バーモント男爵 マルトレイヴァース男爵 フィッツアラン＝クラン＝オズワルデスタ男爵 グロソップのハワード男爵                                                                                                |
|      | 第18代ノーフォーク公爵 エドワード・ウィリアム・フィッツアラン＝ハワード （1956-）                   | 2002年 - 受爵中                         | 先代の子       | アランデル伯爵 サリー伯爵 ノーフォーク伯爵 バーモント男爵 マルトレイヴァース男爵 フィッツアラン＝クラン＝オズワルデスタ男爵 グロソップのハワード男爵                                                                                                |
|      | アランデル＝サリー伯爵 ヘンリー・マイルス・フィッツアラン＝ハワード （1987-）                       | 法定推定相続人                          | 現当主の子     | |

## 系図
|                                                                   |                                                                   |                                                                   |                                                                   |                                                                   |                                                                   |                                                         |                                                         |                                                                     |                                                                     |                                                                     |                                                                     | イングランド王 エドワード1世 (1239–1307)                                |                                                                     |                                                       |                                                       |                                                                                     |                                                                                     |                                                                                     |                                                                                     |                                                                                     |                                                                                     |                                                                        |                                                                        | |                                                                              |                                                                              |                                                                              |                                                                              |                                                                              |                                                      |                                                      |                                     |                             |                         |                         |                                                        |                                                        |                                                        |                                                        |                                                        |                                                        |  |  |  |  |  |  |  |  |  |  |  |  |  |  |  |  |  |  |  |  |
|                                                                   |                                                                   |                                                                   |                                                                   |                                                                   |                                                                   |                                                         |                                                         |                                                                     |                                                                     |                                                                     |                                                                     |                                                                         |                                                                     |                                                       |                                                       |                                                                                     |                                                                                     |                                                                                     |                                                                                     |                                                                                     |                                                                                     |                                                                        |                                                                        | |                                                                              |                                                                              |                                                                              |                                                                              |                                                                              |                                                      |                                                      |                                     |                             |                         |                         |                                                        |                                                        |                                                        |                                                        |                                                        |                                                        |  |  |  |  |  |  |  |  |  |  |  |  |  |  |  |  |  |  |  |  |
|                                                                   |                                                                   |                                                                   |                                                                   |                                                                   |                                                                   |                                                         |                                                         |                                                                     |                                                                     |                                                                     |                                                                     | 1312ノーフォーク伯(3期)創設                                             |                                                                     |                                                       |                                                       |                                                                                     |                                                                                     |                                                                                     |                                                                                     |                                                                                     |                                                                                     |                                                                        |                                                                        | |                                                                              |                                                                              |                                                                              |                                                                              |                                                                              |                                                      |                                                      |                                     |                             |                         |                         |                                                        |                                                        |                                                        |                                                        |                                                        |                                                        |  |  |  |  |  |  |  |  |  |  |  |  |  |  |  |  |  |  |  |  |
|                                                                   |                                                                   |                                                                   |                                                                   |                                                                   |                                                                   |                                                         |                                                         |                                                                     |                                                                     |                                                                     |                                                                     | 初代ノーフォーク伯 トマス・オブ・ブラザートン (1300–1338)               |                                                                     |                                                       |                                                       |                                                                                     |                                                                                     |                                                                                     |                                                                                     |                                                                                     |                                                                                     |                                                                        |                                                                        | |                                                                              |                                                                              |                                                                              |                                                                              |                                                                              |                                                      |                                                      |                                     |                             |                         |                         |                                                        |                                                        |                                                        |                                                        |                                                        |                                                        |  |  |  |  |  |  |  |  |  |  |  |  |  |  |  |  |  |  |  |  |
|                                                                   |                                                                   |                                                                   |                                                                   |                                                                   |                                                                   |                                                         |                                                         |                                                                     |                                                                     |                                                                     |                                                                     |                                                                         |                                                                     |                                                       |                                                       |                                                                                     |                                                                                     |                                                                                     |                                                                                     |                                                                                     |                                                                                     |                                                                        |                                                                        | |                                                                              |                                                                              |                                                                              |                                                                              |                                                                              |                                                      |                                                      |                                     |                             |                         |                         |                                                        |                                                        |                                                        |                                                        |                                                        |                                                        |  |  |  |  |  |  |  |  |  |  |  |  |  |  |  |  |  |  |  |  |
|                                                                   |                                                                   |                                                                   |                                                                   |                                                                   |                                                                   |                                                         |                                                         |                                                                     |                                                                     |                                                                     |                                                                     | 1397ノーフォーク公(1期)創設                                             |                                                                     |                                                       |                                                       |                                                                                     |                                                                                     |                                                                                     |                                                                                     |                                                                                     |                                                                                     |                                                                        |                                                                        | |                                                                              |                                                                              |                                                                              |                                                                              |                                                                              |                                                      |                                                      |                                     |                             |                         |                         |                                                        |                                                        |                                                        |                                                        |                                                        |                                                        |  |  |  |  |  |  |  |  |  |  |  |  |  |  |  |  |  |  |  |  |
|                                                                   |                                                                   |                                                                   |                                                                   |                                                                   |                                                                   |                                                         |                                                         |                                                                     |                                                                     |                                                                     |                                                                     | ノーフォーク女公 2代ノーフォーク女伯 マーガレット (1320–1399)           |                                                                     |                                                       |                                                       |                                                                                     |                                                                                     |                                                                                     |                                                                                     |                                                                                     |                                                                                     |                                                                        |                                                                        | |                                                                              |                                                                              |                                                                              |                                                                              |                                                                              |                                                      |                                                      |                                     |                             |                         |                         |                                                        |                                                        |                                                        |                                                        |                                                        |                                                        |  |  |  |  |  |  |  |  |  |  |  |  |  |  |  |  |  |  |  |  |
|                                                                   |                                                                   |                                                                   |                                                                   |                                                                   |                                                                   |                                                         |                                                         |                                                                     |                                                                     |                                                                     |                                                                     |                                                                         |                                                                     |                                                       |                                                       |                                                                                     |                                                                                     |                                                                                     |                                                                                     |                                                                                     |                                                                                     |                                                                        |                                                                        | |                                                                              |                                                                              |                                                                              |                                                                              |                                                                              |                                                      |                                                      |                                     |                             |                         |                         |                                                        |                                                        |                                                        |                                                        |                                                        |                                                        |  |  |  |  |  |  |  |  |  |  |  |  |  |  |  |  |  |  |  |  |
|                                                                   |                                                                   |                                                                   |                                                                   |                                                                   |                                                                   |                                                         |                                                         |                                                                     |                                                                     |                                                                     |                                                                     | 5代セグレイヴ女男爵 エリザベス・ド・セグレイヴ (1338–1368)              |                                                                     |                                                       |                                                       |                                                                                     |                                                                                     |                                                                                     |                                                                                     |                                                                                     |                                                                                     |                                                                        |                                                                        | |                                                                              |                                                                              |                                                                              |                                                                              |                                                                              |                                                      |                                                      |                                     |                             |                         |                         |                                                        |                                                        |                                                        |                                                        |                                                        |                                                        |  |  |  |  |  |  |  |  |  |  |  |  |  |  |  |  |  |  |  |  |
|                                                                   |                                                                   |                                                                   |                                                                   |                                                                   |                                                                   |                                                         |                                                         |                                                                     |                                                                     |                                                                     |                                                                     |                                                                         |                                                                     |                                                       |                                                       |                                                                                     |                                                                                     |                                                                                     |                                                                                     |                                                                                     |                                                                                     |                                                                        |                                                                        | |                                                                              |                                                                              |                                                                              |                                                                              |                                                                              |                                                      |                                                      |                                     |                             |                         |                         |                                                        |                                                        |                                                        |                                                        |                                                        |                                                        |  |  |  |  |  |  |  |  |  |  |  |  |  |  |  |  |  |  |  |  |
|                                                                   |                                                                   |                                                                   |                                                                   |                                                                   |                                                                   |                                                         |                                                         |                                                                     |                                                                     |                                                                     |                                                                     | 1397ノーフォーク公(1期)創設                                             |                                                                     |                                                       |                                                       |                                                                                     |                                                                                     |                                                                                     |                                                                                     |                                                                                     |                                                                                     |                                                                        |                                                                        | |                                                                              |                                                                              |                                                                              |                                                                              |                                                                              |                                                      |                                                      |                                     |                             |                         |                         |                                                        |                                                        |                                                        |                                                        |                                                        |                                                        |  |  |  |  |  |  |  |  |  |  |  |  |  |  |  |  |  |  |  |  |
|                                                                   |                                                                   |                                                                   |                                                                   |                                                                   |                                                                   |                                                         |                                                         |                                                                     |                                                                     |                                                                     |                                                                     | 初代ノーフォーク公 3代ノーフォーク伯 トマス・ド・モウブレー (1365–1399) |                                                                     |                                                       |                                                       |                                                                                     |                                                                                     |                                                                                     |                                                                                     |                                                                                     |                                                                                     |                                                                        |                                                                        | |                                                                              |                                                                              |                                                                              |                                                                              |                                                                              |                                                      |                                                      |                                     |                             |                         |                         |                                                        |                                                        |                                                        |                                                        |                                                        |                                                        |  |  |  |  |  |  |  |  |  |  |  |  |  |  |  |  |  |  |  |  |
|                                                                   |                                                                   |                                                                   |                                                                   |                                                                   |                                                                   |                                                         |                                                         |                                                                     |                                                                     |                                                                     |                                                                     | 1399ノーフォーク公(1期)剥奪                                             |                                                                     |                                                       |                                                       |                                                                                     |                                                                                     |                                                                                     |                                                                                     |                                                                                     |                                                                                     |                                                                        |                                                                        | |                                                                              |                                                                              |                                                                              |                                                                              |                                                                              |                                                      |                                                      |                                     |                             |                         |                         |                                                        |                                                        |                                                        |                                                        |                                                        |                                                        |  |  |  |  |  |  |  |  |  |  |  |  |  |  |  |  |  |  |  |  |
|                                                                   |                                                                   |                                                                   |                                                                   |                                                                   |                                                                   |                                                         |                                                         |                                                                     |                                                                     |                                                                     |                                                                     |                                                                         |                                                                     |                                                       |                                                       |                                                                                     |                                                                                     |                                                                                     |                                                                                     |                                                                                     |                                                                                     |                                                                        |                                                                        | |                                                                              |                                                                              |                                                                              |                                                                              |                                                                              |                                                      |                                                      |                                     |                             |                         |                         |                                                        |                                                        |                                                        |                                                        |                                                        |                                                        |  |  |  |  |  |  |  |  |  |  |  |  |  |  |  |  |  |  |  |  |
|                                                                   |                                                                   |                                                                   |                                                                   |                                                                   |                                                                   |                                                         |                                                         |                                                                     |                                                                     |                                                                     |                                                                     |                                                                         |                                                                     |                                                       |                                                       |                                                                                     |                                                                                     |                                                                                     |                                                                                     |                                                                                     |                                                                                     |                                                                        |                                                                        | |                                                                              |                                                                              |                                                                              |                                                                              |                                                                              |                                                      |                                                      |                                     |                             |                         |                         |                                                        |                                                        |                                                        |                                                        |                                                        |                                                        |  |  |  |  |  |  |  |  |  |  |  |  |  |  |  |  |  |  |  |  |
|                                                                   |                                                                   |                                                                   |                                                                   | マーガレット・ド・モウブレー (1437より後に死去)                   | マーガレット・ド・モウブレー (1437より後に死去)                   | マーガレット・ド・モウブレー (1437より後に死去)         | マーガレット・ド・モウブレー (1437より後に死去)         | マーガレット・ド・モウブレー (1437より後に死去)                     | マーガレット・ド・モウブレー (1437より後に死去)                     |                                                                     |                                                                     | 4代ノーフォーク伯 トマス・ド・モウブレー (1385–1405)                    | 4代ノーフォーク伯 トマス・ド・モウブレー (1385–1405)                | 4代ノーフォーク伯 トマス・ド・モウブレー (1385–1405)  | 4代ノーフォーク伯 トマス・ド・モウブレー (1385–1405)  | 4代ノーフォーク伯 トマス・ド・モウブレー (1385–1405)                                | 4代ノーフォーク伯 トマス・ド・モウブレー (1385–1405)                                |                                                                                     |                                                                                     | 2代ノーフォーク公 5代ノーフォーク伯 ジョン・ド・モウブレー (1392–1432)              | 2代ノーフォーク公 5代ノーフォーク伯 ジョン・ド・モウブレー (1392–1432)              | 2代ノーフォーク公 5代ノーフォーク伯 ジョン・ド・モウブレー (1392–1432) | 2代ノーフォーク公 5代ノーフォーク伯 ジョン・ド・モウブレー (1392–1432) | 2代ノーフォーク公 5代ノーフォーク伯 ジョン・ド・モウブレー (1392–1432)                                        | 2代ノーフォーク公 5代ノーフォーク伯 ジョン・ド・モウブレー (1392–1432)       |                                                                              |                                                                              |                                                                              |                                                                              |                                                      |                                                      |                                     |                             |                         |                         |                                                        |                                                        |                                                        |                                                        |                                                        |                                                        |  |  |  |  |  |  |  |  |  |  |  |  |  |  |  |  |  |  |  |  |
|                                                                   |                                                                   |                                                                   |                                                                   | マーガレット・ド・モウブレー (1437より後に死去)                   | マーガレット・ド・モウブレー (1437より後に死去)                   | マーガレット・ド・モウブレー (1437より後に死去)         | マーガレット・ド・モウブレー (1437より後に死去)         | マーガレット・ド・モウブレー (1437より後に死去)                     | マーガレット・ド・モウブレー (1437より後に死去)                     |                                                                     |                                                                     | 4代ノーフォーク伯 トマス・ド・モウブレー (1385–1405)                    | 4代ノーフォーク伯 トマス・ド・モウブレー (1385–1405)                | 4代ノーフォーク伯 トマス・ド・モウブレー (1385–1405)  | 4代ノーフォーク伯 トマス・ド・モウブレー (1385–1405)  | 4代ノーフォーク伯 トマス・ド・モウブレー (1385–1405)                                | 4代ノーフォーク伯 トマス・ド・モウブレー (1385–1405)                                |                                                                                     |                                                                                     | 2代ノーフォーク公 5代ノーフォーク伯 ジョン・ド・モウブレー (1392–1432)              | 2代ノーフォーク公 5代ノーフォーク伯 ジョン・ド・モウブレー (1392–1432)              | 2代ノーフォーク公 5代ノーフォーク伯 ジョン・ド・モウブレー (1392–1432) | 2代ノーフォーク公 5代ノーフォーク伯 ジョン・ド・モウブレー (1392–1432) | 2代ノーフォーク公 5代ノーフォーク伯 ジョン・ド・モウブレー (1392–1432)                                        | 2代ノーフォーク公 5代ノーフォーク伯 ジョン・ド・モウブレー (1392–1432)       | 1425ノーフォーク公(1期)回復                                                  |                                                                              |                                                                              |                                                                              |                                                      |                                                      |                                     |                             |                         |                         |                                                        |                                                        |                                                        |                                                        |                                                        |                                                        |  |  |  |  |  |  |  |  |  |  |  |  |  |  |  |  |  |  |  |  |
|                                                                   |                                                                   |                                                                   |                                                                   | 1483ノーフォーク公(3期)創設                                       |                                                                   |                                                         |                                                         |                                                                     |                                                                     |                                                                     |                                                                     |                                                                         |                                                                     |                                                       |                                                       |                                                                                     |                                                                                     |                                                                                     |                                                                                     |                                                                                     |                                                                                     |                                                                        |                                                                        | |                                                                              |                                                                              |                                                                              |                                                                              |                                                                              |                                                      |                                                      |                                     |                             |                         |                         |                                                        |                                                        |                                                        |                                                        |                                                        |                                                        |  |  |  |  |  |  |  |  |  |  |  |  |  |  |  |  |  |  |  |  |
|                                                                   |                                                                   |                                                                   |                                                                   | 初代ノーフォーク公 ジョン・ハワード (1425–1485)                   | 初代ノーフォーク公 ジョン・ハワード (1425–1485)                   | 初代ノーフォーク公 ジョン・ハワード (1425–1485)         | 初代ノーフォーク公 ジョン・ハワード (1425–1485)         | 初代ノーフォーク公 ジョン・ハワード (1425–1485)                     | 初代ノーフォーク公 ジョン・ハワード (1425–1485)                     |                                                                     |                                                                     |                                                                         |                                                                     |                                                       |                                                       |                                                                                     |                                                                                     |                                                                                     |                                                                                     | 3代ノーフォーク公 6代ノーフォーク伯 ジョン・ド・モウブレー (1415–1461)              | 3代ノーフォーク公 6代ノーフォーク伯 ジョン・ド・モウブレー (1415–1461)              | 3代ノーフォーク公 6代ノーフォーク伯 ジョン・ド・モウブレー (1415–1461) | 3代ノーフォーク公 6代ノーフォーク伯 ジョン・ド・モウブレー (1415–1461) | 3代ノーフォーク公 6代ノーフォーク伯 ジョン・ド・モウブレー (1415–1461)                                        | 3代ノーフォーク公 6代ノーフォーク伯 ジョン・ド・モウブレー (1415–1461)       |                                                                              |                                                                              |                                                                              |                                                                              |                                                      |                                                      |                                     |                             |                         |                         |                                                        |                                                        |                                                        |                                                        |                                                        |                                                        |  |  |  |  |  |  |  |  |  |  |  |  |  |  |  |  |  |  |  |  |
|                                                                   |                                                                   |                                                                   |                                                                   | 初代ノーフォーク公 ジョン・ハワード (1425–1485)                   | 初代ノーフォーク公 ジョン・ハワード (1425–1485)                   | 初代ノーフォーク公 ジョン・ハワード (1425–1485)         | 初代ノーフォーク公 ジョン・ハワード (1425–1485)         | 初代ノーフォーク公 ジョン・ハワード (1425–1485)                     | 初代ノーフォーク公 ジョン・ハワード (1425–1485)                     | 1485ノーフォーク公(3期)剥奪                                         |                                                                     |                                                                         |                                                                     |                                                       |                                                       |                                                                                     |                                                                                     |                                                                                     |                                                                                     | 3代ノーフォーク公 6代ノーフォーク伯 ジョン・ド・モウブレー (1415–1461)              | 3代ノーフォーク公 6代ノーフォーク伯 ジョン・ド・モウブレー (1415–1461)              | 3代ノーフォーク公 6代ノーフォーク伯 ジョン・ド・モウブレー (1415–1461) | 3代ノーフォーク公 6代ノーフォーク伯 ジョン・ド・モウブレー (1415–1461) | 3代ノーフォーク公 6代ノーフォーク伯 ジョン・ド・モウブレー (1415–1461)                                        | 3代ノーフォーク公 6代ノーフォーク伯 ジョン・ド・モウブレー (1415–1461)       |                                                                              |                                                                              |                                                                              |                                                                              |                                                      |                                                      |                                     |                             |                         |                         |                                                        |                                                        |                                                        |                                                        |                                                        |                                                        |  |  |  |  |  |  |  |  |  |  |  |  |  |  |  |  |  |  |  |  |
|                                                                   |                                                                   |                                                                   |                                                                   |                                                                   |                                                                   |                                                         |                                                         |                                                                     |                                                                     |                                                                     |                                                                     |                                                                         |                                                                     |                                                       |                                                       |                                                                                     |                                                                                     |                                                                                     |                                                                                     |                                                                                     |                                                                                     |                                                                        |                                                                        | |                                                                              |                                                                              |                                                                              |                                                                              |                                                                              |                                                      |                                                      |                                     |                             |                         |                         |                                                        |                                                        |                                                        |                                                        |                                                        |                                                        |  |  |  |  |  |  |  |  |  |  |  |  |  |  |  |  |  |  |  |  |
|                                                                   |                                                                   |                                                                   |                                                                   | 2代ノーフォーク公 トマス・ハワード (1443–1524)                    | 2代ノーフォーク公 トマス・ハワード (1443–1524)                    | 2代ノーフォーク公 トマス・ハワード (1443–1524)          | 2代ノーフォーク公 トマス・ハワード (1443–1524)          | 2代ノーフォーク公 トマス・ハワード (1443–1524)                      | 2代ノーフォーク公 トマス・ハワード (1443–1524)                      |                                                                     |                                                                     |                                                                         |                                                                     |                                                       |                                                       |                                                                                     |                                                                                     |                                                                                     |                                                                                     | 4代ノーフォーク公 7代ノーフォーク伯 ジョン・ド・モウブレー (1444–1476)              | 4代ノーフォーク公 7代ノーフォーク伯 ジョン・ド・モウブレー (1444–1476)              | 4代ノーフォーク公 7代ノーフォーク伯 ジョン・ド・モウブレー (1444–1476) | 4代ノーフォーク公 7代ノーフォーク伯 ジョン・ド・モウブレー (1444–1476) | 4代ノーフォーク公 7代ノーフォーク伯 ジョン・ド・モウブレー (1444–1476)                                        | 4代ノーフォーク公 7代ノーフォーク伯 ジョン・ド・モウブレー (1444–1476)       |                                                                              |                                                                              |                                                                              |                                                                              |                                                      |                                                      |                                     |                             |                         |                         |                                                        |                                                        |                                                        |                                                        |                                                        |                                                        |  |  |  |  |  |  |  |  |  |  |  |  |  |  |  |  |  |  |  |  |
|                                                                   |                                                                   |                                                                   |                                                                   | 2代ノーフォーク公 トマス・ハワード (1443–1524)                    | 2代ノーフォーク公 トマス・ハワード (1443–1524)                    | 2代ノーフォーク公 トマス・ハワード (1443–1524)          | 2代ノーフォーク公 トマス・ハワード (1443–1524)          | 2代ノーフォーク公 トマス・ハワード (1443–1524)                      | 2代ノーフォーク公 トマス・ハワード (1443–1524)                      | 1514ノーフォーク公(3期)回復                                         | 1514ノーフォーク公(3期)回復                                         | 1514ノーフォーク公(3期)回復                                             | 1514ノーフォーク公(3期)回復                                         | 1514ノーフォーク公(3期)回復                           | 1514ノーフォーク公(3期)回復                           |                                                                                     |                                                                                     |                                                                                     |                                                                                     | 4代ノーフォーク公 7代ノーフォーク伯 ジョン・ド・モウブレー (1444–1476)              | 4代ノーフォーク公 7代ノーフォーク伯 ジョン・ド・モウブレー (1444–1476)              | 4代ノーフォーク公 7代ノーフォーク伯 ジョン・ド・モウブレー (1444–1476) | 4代ノーフォーク公 7代ノーフォーク伯 ジョン・ド・モウブレー (1444–1476) | 4代ノーフォーク公 7代ノーフォーク伯 ジョン・ド・モウブレー (1444–1476)                                        | 4代ノーフォーク公 7代ノーフォーク伯 ジョン・ド・モウブレー (1444–1476)       |                                                                              |                                                                              |                                                                              |                                                                              |                                                      |                                                      | ノーフォーク公(1期)廃絶             | ノーフォーク公(1期)廃絶     | ノーフォーク公(1期)廃絶 | ノーフォーク公(1期)廃絶 | ノーフォーク公(1期)廃絶                                | ノーフォーク公(1期)廃絶                                |                                                        |                                                        |                                                        |                                                        |  |  |  |  |  |  |  |  |  |  |  |  |  |  |  |  |  |  |  |  |
|                                                                   |                                                                   |                                                                   |                                                                   |                                                                   |                                                                   |                                                         |                                                         |                                                                     |                                                                     | 1514ノーフォーク公(3期)回復                                         | 1514ノーフォーク公(3期)回復                                         | 1514ノーフォーク公(3期)回復                                             | 1514ノーフォーク公(3期)回復                                         | 1514ノーフォーク公(3期)回復                           | 1514ノーフォーク公(3期)回復                           |                                                                                     |                                                                                     |                                                                                     |                                                                                     |                                                                                     |                                                                                     |                                                                        |                                                                        | |                                                                              |                                                                              |                                                                              |                                                                              |                                                                              |                                                      |                                                      | ノーフォーク公(1期)廃絶             | ノーフォーク公(1期)廃絶     | ノーフォーク公(1期)廃絶 | ノーフォーク公(1期)廃絶 | ノーフォーク公(1期)廃絶                                | ノーフォーク公(1期)廃絶                                |                                                        |                                                        |                                                        |                                                        |  |  |  |  |  |  |  |  |  |  |  |  |  |  |  |  |  |  |  |  |
|                                                                   |                                                                   |                                                                   |                                                                   |                                                                   |                                                                   |                                                         |                                                         |                                                                     |                                                                     |                                                                     |                                                                     |                                                                         |                                                                     |                                                       |                                                       |                                                                                     |                                                                                     |                                                                                     |                                                                                     |                                                                                     |                                                                                     |                                                                        |                                                                        | |                                                                              |                                                                              |                                                                              |                                                                              |                                                                              |                                                      |                                                      |                                     |                             |                         |                         |                                                        |                                                        |                                                        |                                                        |                                                        |                                                        |  |  |  |  |  |  |  |  |  |  |  |  |  |  |  |  |  |  |  |  |
|                                                                   |                                                                   |                                                                   |                                                                   |                                                                   |                                                                   |                                                         |                                                         |                                                                     |                                                                     |                                                                     |                                                                     | エフィンガム伯 ハワード家へ                                             | エフィンガム伯 ハワード家へ                                         | エフィンガム伯 ハワード家へ                           | エフィンガム伯 ハワード家へ                           | エフィンガム伯 ハワード家へ                                                         | エフィンガム伯 ハワード家へ                                                         |                                                                                     |                                                                                     |                                                                                     |                                                                                     |                                                                        |                                                                        | |                                                                              |                                                                              |                                                                              | 1481ノーフォーク公(2期)創設                                                  | 1481ノーフォーク公(2期)創設                                                  | 1481ノーフォーク公(2期)創設                          | 1481ノーフォーク公(2期)創設                          | 1481ノーフォーク公(2期)創設         | 1481ノーフォーク公(2期)創設 |                         |                         |                                                        |                                                        |                                                        |                                                        |                                                        |                                                        |  |  |  |  |  |  |  |  |  |  |  |  |  |  |  |  |  |  |  |  |
|                                                                   |                                                                   |                                                                   |                                                                   | 3代ノーフォーク公 トマス・ハワード (1473–1554)                    | 3代ノーフォーク公 トマス・ハワード (1473–1554)                    | 3代ノーフォーク公 トマス・ハワード (1473–1554)          | 3代ノーフォーク公 トマス・ハワード (1473–1554)          | 3代ノーフォーク公 トマス・ハワード (1473–1554)                      | 3代ノーフォーク公 トマス・ハワード (1473–1554)                      |                                                                     |                                                                     | エフィンガム伯 ハワード家へ                                             | エフィンガム伯 ハワード家へ                                         | エフィンガム伯 ハワード家へ                           | エフィンガム伯 ハワード家へ                           | エフィンガム伯 ハワード家へ                                                         | エフィンガム伯 ハワード家へ                                                         |                                                                                     |                                                                                     |                                                                                     |                                                                                     |                                                                        |                                                                        | |                                                                              | 8代ノーフォーク女伯 アン・ド・モウブレー (1472–1481)                         | 8代ノーフォーク女伯 アン・ド・モウブレー (1472–1481)                         | 8代ノーフォーク女伯 アン・ド・モウブレー (1472–1481)                         | 8代ノーフォーク女伯 アン・ド・モウブレー (1472–1481)                         | 8代ノーフォーク女伯 アン・ド・モウブレー (1472–1481) | 8代ノーフォーク女伯 アン・ド・モウブレー (1472–1481) | 1481ノーフォーク公(2期)創設         | 1481ノーフォーク公(2期)創設 |                         |                         | 初代ヨーク公 初代ノーフォーク公 リチャード (1473–1483) | 初代ヨーク公 初代ノーフォーク公 リチャード (1473–1483) | 初代ヨーク公 初代ノーフォーク公 リチャード (1473–1483) | 初代ヨーク公 初代ノーフォーク公 リチャード (1473–1483) | 初代ヨーク公 初代ノーフォーク公 リチャード (1473–1483) | 初代ヨーク公 初代ノーフォーク公 リチャード (1473–1483) |  |  |  |  |  |  |  |  |  |  |  |  |  |  |  |  |  |  |  |  |
|                                                                   |                                                                   |                                                                   |                                                                   | 3代ノーフォーク公 トマス・ハワード (1473–1554)                    | 3代ノーフォーク公 トマス・ハワード (1473–1554)                    | 3代ノーフォーク公 トマス・ハワード (1473–1554)          | 3代ノーフォーク公 トマス・ハワード (1473–1554)          | 3代ノーフォーク公 トマス・ハワード (1473–1554)                      | 3代ノーフォーク公 トマス・ハワード (1473–1554)                      |                                                                     |                                                                     |                                                                         |                                                                     |                                                       |                                                       |                                                                                     |                                                                                     |                                                                                     |                                                                                     |                                                                                     |                                                                                     |                                                                        |                                                                        | |                                                                              | 8代ノーフォーク女伯 アン・ド・モウブレー (1472–1481)                         | 8代ノーフォーク女伯 アン・ド・モウブレー (1472–1481)                         | 8代ノーフォーク女伯 アン・ド・モウブレー (1472–1481)                         | 8代ノーフォーク女伯 アン・ド・モウブレー (1472–1481)                         | 8代ノーフォーク女伯 アン・ド・モウブレー (1472–1481) | 8代ノーフォーク女伯 アン・ド・モウブレー (1472–1481) |                                     |                             |                         |                         | 初代ヨーク公 初代ノーフォーク公 リチャード (1473–1483) | 初代ヨーク公 初代ノーフォーク公 リチャード (1473–1483) | 初代ヨーク公 初代ノーフォーク公 リチャード (1473–1483) | 初代ヨーク公 初代ノーフォーク公 リチャード (1473–1483) | 初代ヨーク公 初代ノーフォーク公 リチャード (1473–1483) | 初代ヨーク公 初代ノーフォーク公 リチャード (1473–1483) |  |  |  |  |  |  |  |  |  |  |  |  |  |  |  |  |  |  |  |  |
|                                                                   |                                                                   |                                                                   |                                                                   | 1547ノーフォーク公(3期)剥奪 1553ノーフォーク公(3期)回復           | 1547ノーフォーク公(3期)剥奪 1553ノーフォーク公(3期)回復           | 1547ノーフォーク公(3期)剥奪 1553ノーフォーク公(3期)回復 | 1547ノーフォーク公(3期)剥奪 1553ノーフォーク公(3期)回復 | 1547ノーフォーク公(3期)剥奪 1553ノーフォーク公(3期)回復             | 1547ノーフォーク公(3期)剥奪 1553ノーフォーク公(3期)回復             |                                                                     |                                                                     | アランデル伯 フィッツアラン家より                                       | アランデル伯 フィッツアラン家より                                   | アランデル伯 フィッツアラン家より                     | アランデル伯 フィッツアラン家より                     | アランデル伯 フィッツアラン家より                                                   | アランデル伯 フィッツアラン家より                                                   |                                                                                     |                                                                                     | ノーフォーク伯(3期)廃絶                                                             | ノーフォーク伯(3期)廃絶                                                             | ノーフォーク伯(3期)廃絶                                                | ノーフォーク伯(3期)廃絶                                                | ノーフォーク伯(3期)廃絶                                                                                       | ノーフォーク伯(3期)廃絶                                                      |                                                                              |                                                                              | ノーフォーク公(2期)廃絶                                                      | ノーフォーク公(2期)廃絶                                                      | ノーフォーク公(2期)廃絶                              | ノーフォーク公(2期)廃絶                              | ノーフォーク公(2期)廃絶             | ノーフォーク公(2期)廃絶     |                         |                         |                                                        |                                                        |                                                        |                                                        |                                                        |                                                        |  |  |  |  |  |  |  |  |  |  |  |  |  |  |  |  |  |  |  |  |
|                                                                   |                                                                   |                                                                   |                                                                   | 1547ノーフォーク公(3期)剥奪 1553ノーフォーク公(3期)回復           | 1547ノーフォーク公(3期)剥奪 1553ノーフォーク公(3期)回復           | 1547ノーフォーク公(3期)剥奪 1553ノーフォーク公(3期)回復 | 1547ノーフォーク公(3期)剥奪 1553ノーフォーク公(3期)回復 | 1547ノーフォーク公(3期)剥奪 1553ノーフォーク公(3期)回復             | 1547ノーフォーク公(3期)剥奪 1553ノーフォーク公(3期)回復             |                                                                     |                                                                     | アランデル伯 フィッツアラン家より                                       | アランデル伯 フィッツアラン家より                                   | アランデル伯 フィッツアラン家より                     | アランデル伯 フィッツアラン家より                     | アランデル伯 フィッツアラン家より                                                   | アランデル伯 フィッツアラン家より                                                   |                                                                                     |                                                                                     | ノーフォーク伯(3期)廃絶                                                             | ノーフォーク伯(3期)廃絶                                                             | ノーフォーク伯(3期)廃絶                                                | ノーフォーク伯(3期)廃絶                                                | ノーフォーク伯(3期)廃絶                                                                                       | ノーフォーク伯(3期)廃絶                                                      |                                                                              |                                                                              | ノーフォーク公(2期)廃絶                                                      | ノーフォーク公(2期)廃絶                                                      | ノーフォーク公(2期)廃絶                              | ノーフォーク公(2期)廃絶                              | ノーフォーク公(2期)廃絶             | ノーフォーク公(2期)廃絶     |                         |                         |                                                        |                                                        |                                                        |                                                        |                                                        |                                                        |  |  |  |  |  |  |  |  |  |  |  |  |  |  |  |  |  |  |  |  |
|                                                                   |                                                                   |                                                                   |                                                                   | サリー伯(儀礼称号) ヘンリー・ハワード (1517–1547)                 | サリー伯(儀礼称号) ヘンリー・ハワード (1517–1547)                 | サリー伯(儀礼称号) ヘンリー・ハワード (1517–1547)       | サリー伯(儀礼称号) ヘンリー・ハワード (1517–1547)       | サリー伯(儀礼称号) ヘンリー・ハワード (1517–1547)                   | サリー伯(儀礼称号) ヘンリー・ハワード (1517–1547)                   |                                                                     |                                                                     | 19代アランデル伯 ヘンリー・フィッツアラン (1512-1580)                   | 19代アランデル伯 ヘンリー・フィッツアラン (1512-1580)               | 19代アランデル伯 ヘンリー・フィッツアラン (1512-1580) | 19代アランデル伯 ヘンリー・フィッツアラン (1512-1580) | 19代アランデル伯 ヘンリー・フィッツアラン (1512-1580)                               | 19代アランデル伯 ヘンリー・フィッツアラン (1512-1580)                               |                                                                                     |                                                                                     |                                                                                     |                                                                                     |                                                                        |                                                                        | |                                                                              |                                                                              |                                                                              |                                                                              |                                                                              |                                                      |                                                      |                                     |                             |                         |                         |                                                        |                                                        |                                                        |                                                        |                                                        |                                                        |  |  |  |  |  |  |  |  |  |  |  |  |  |  |  |  |  |  |  |  |
|                                                                   |                                                                   |                                                                   |                                                                   | サリー伯(儀礼称号) ヘンリー・ハワード (1517–1547)                 | サリー伯(儀礼称号) ヘンリー・ハワード (1517–1547)                 | サリー伯(儀礼称号) ヘンリー・ハワード (1517–1547)       | サリー伯(儀礼称号) ヘンリー・ハワード (1517–1547)       | サリー伯(儀礼称号) ヘンリー・ハワード (1517–1547)                   | サリー伯(儀礼称号) ヘンリー・ハワード (1517–1547)                   |                                                                     |                                                                     | 19代アランデル伯 ヘンリー・フィッツアラン (1512-1580)                   | 19代アランデル伯 ヘンリー・フィッツアラン (1512-1580)               | 19代アランデル伯 ヘンリー・フィッツアラン (1512-1580) | 19代アランデル伯 ヘンリー・フィッツアラン (1512-1580) | 19代アランデル伯 ヘンリー・フィッツアラン (1512-1580)                               | 19代アランデル伯 ヘンリー・フィッツアラン (1512-1580)                               |                                                                                     |                                                                                     |                                                                                     |                                                                                     |                                                                        |                                                                        | |                                                                              |                                                                              |                                                                              |                                                                              |                                                                              |                                                      |                                                      |                                     |                             |                         |                         |                                                        |                                                        |                                                        |                                                        |                                                        |                                                        |  |  |  |  |  |  |  |  |  |  |  |  |  |  |  |  |  |  |  |  |
|                                                                   |                                                                   |                                                                   |                                                                   | 4代ノーフォーク公 トマス・ハワード (1536–1572)                    | 4代ノーフォーク公 トマス・ハワード (1536–1572)                    | 4代ノーフォーク公 トマス・ハワード (1536–1572)          | 4代ノーフォーク公 トマス・ハワード (1536–1572)          | 4代ノーフォーク公 トマス・ハワード (1536–1572)                      | 4代ノーフォーク公 トマス・ハワード (1536–1572)                      |                                                                     |                                                                     | メアリー (1540-1557)                                                    | メアリー (1540-1557)                                                | メアリー (1540-1557)                                  | メアリー (1540-1557)                                  | メアリー (1540-1557)                                                                | メアリー (1540-1557)                                                                |                                                                                     |                                                                                     |                                                                                     |                                                                                     |                                                                        |                                                                        | |                                                                              |                                                                              |                                                                              |                                                                              |                                                                              |                                                      |                                                      |                                     |                             |                         |                         |                                                        |                                                        |                                                        |                                                        |                                                        |                                                        |  |  |  |  |  |  |  |  |  |  |  |  |  |  |  |  |  |  |  |  |
|                                                                   |                                                                   |                                                                   |                                                                   | 4代ノーフォーク公 トマス・ハワード (1536–1572)                    | 4代ノーフォーク公 トマス・ハワード (1536–1572)                    | 4代ノーフォーク公 トマス・ハワード (1536–1572)          | 4代ノーフォーク公 トマス・ハワード (1536–1572)          | 4代ノーフォーク公 トマス・ハワード (1536–1572)                      | 4代ノーフォーク公 トマス・ハワード (1536–1572)                      |                                                                     |                                                                     | メアリー (1540-1557)                                                    | メアリー (1540-1557)                                                | メアリー (1540-1557)                                  | メアリー (1540-1557)                                  | メアリー (1540-1557)                                                                | メアリー (1540-1557)                                                                |                                                                                     |                                                                                     |                                                                                     |                                                                                     |                                                                        |                                                                        | |                                                                              |                                                                              |                                                                              |                                                                              |                                                                              |                                                      |                                                      |                                     |                             |                         |                         |                                                        |                                                        |                                                        |                                                        |                                                        |                                                        |  |  |  |  |  |  |  |  |  |  |  |  |  |  |  |  |  |  |  |  |
|                                                                   |                                                                   |                                                                   |                                                                   | 1572ノーフォーク公(3期)剥奪                                       |                                                                   |                                                         |                                                         |                                                                     |                                                                     |                                                                     |                                                                     |                                                                         |                                                                     |                                                       |                                                       |                                                                                     |                                                                                     |                                                                                     |                                                                                     |                                                                                     |                                                                                     |                                                                        |                                                                        | |                                                                              |                                                                              |                                                                              |                                                                              |                                                                              |                                                      |                                                      |                                     |                             |                         |                         |                                                        |                                                        |                                                        |                                                        |                                                        |                                                        |  |  |  |  |  |  |  |  |  |  |  |  |  |  |  |  |  |  |  |  |
|                                                                   |                                                                   |                                                                   |                                                                   |                                                                   |                                                                   |                                                         |                                                         |                                                                     |                                                                     |                                                                     |                                                                     |                                                                         |                                                                     |                                                       |                                                       |                                                                                     |                                                                                     |                                                                                     |                                                                                     |                                                                                     |                                                                                     |                                                                        |                                                                        | |                                                                              |                                                                              |                                                                              |                                                                              |                                                                              |                                                      |                                                      |                                     |                             |                         |                         |                                                        |                                                        |                                                        |                                                        |                                                        |                                                        |  |  |  |  |  |  |  |  |  |  |  |  |  |  |  |  |  |  |  |  |
|                                                                   |                                                                   |                                                                   |                                                                   |                                                                   |                                                                   |                                                         |                                                         |                                                                     |                                                                     |                                                                     |                                                                     |                                                                         |                                                                     |                                                       |                                                       |                                                                                     |                                                                                     |                                                                                     |                                                                                     |                                                                                     |                                                                                     |                                                                        |                                                                        | |                                                                              |                                                                              |                                                                              |                                                                              |                                                                              |                                                      |                                                      |                                     |                             |                         |                         |                                                        |                                                        |                                                        |                                                        |                                                        |                                                        |  |  |  |  |  |  |  |  |  |  |  |  |  |  |  |  |  |  |  |  |
|                                                                   |                                                                   |                                                                   |                                                                   |                                                                   |                                                                   |                                                         |                                                         |                                                                     |                                                                     |                                                                     |                                                                     |                                                                         |                                                                     |                                                       |                                                       | サフォーク伯 ハワード家へ                                                           | サフォーク伯 ハワード家へ                                                           | サフォーク伯 ハワード家へ                                                           | サフォーク伯 ハワード家へ                                                           | サフォーク伯 ハワード家へ                                                           | サフォーク伯 ハワード家へ                                                           |                                                                        |                                                                        | カーライル伯 ハワード家へ                                                                                     | カーライル伯 ハワード家へ                                                    | カーライル伯 ハワード家へ                                                    | カーライル伯 ハワード家へ                                                    | カーライル伯 ハワード家へ                                                    | カーライル伯 ハワード家へ                                                    |                                                      |                                                      |                                     |                             |                         |                         |                                                        |                                                        |                                                        |                                                        |                                                        |                                                        |  |  |  |  |  |  |  |  |  |  |  |  |  |  |  |  |  |  |  |  |
|                                                                   |                                                                   |                                                                   |                                                                   |                                                                   |                                                                   |                                                         |                                                         | 20代アランデル伯 フィリップ・ハワード (1557–1595)                   |                                                                     |                                                                     |                                                                     |                                                                         |                                                                     |                                                       |                                                       | サフォーク伯 ハワード家へ                                                           | サフォーク伯 ハワード家へ                                                           | サフォーク伯 ハワード家へ                                                           | サフォーク伯 ハワード家へ                                                           | サフォーク伯 ハワード家へ                                                           | サフォーク伯 ハワード家へ                                                           |                                                                        |                                                                        | カーライル伯 ハワード家へ                                                                                     | カーライル伯 ハワード家へ                                                    | カーライル伯 ハワード家へ                                                    | カーライル伯 ハワード家へ                                                    | カーライル伯 ハワード家へ                                                    | カーライル伯 ハワード家へ                                                    |                                                      |                                                      |                                     |                             |                         |                         |                                                        |                                                        |                                                        |                                                        |                                                        |                                                        |  |  |  |  |  |  |  |  |  |  |  |  |  |  |  |  |  |  |  |  |
|                                                                   |                                                                   |                                                                   |                                                                   |                                                                   |                                                                   |                                                         |                                                         | 1589アランデル伯剥奪                                                |                                                                     |                                                                     |                                                                     |                                                                         |                                                                     |                                                       |                                                       |                                                                                     |                                                                                     |                                                                                     |                                                                                     |                                                                                     |                                                                                     |                                                                        |                                                                        | |                                                                              |                                                                              |                                                                              |                                                                              |                                                                              |                                                      |                                                      |                                     |                             |                         |                         |                                                        |                                                        |                                                        |                                                        |                                                        |                                                        |  |  |  |  |  |  |  |  |  |  |  |  |  |  |  |  |  |  |  |  |
|                                                                   |                                                                   |                                                                   |                                                                   |                                                                   |                                                                   |                                                         |                                                         |                                                                     |                                                                     |                                                                     |                                                                     |                                                                         |                                                                     |                                                       |                                                       |                                                                                     |                                                                                     |                                                                                     |                                                                                     |                                                                                     |                                                                                     |                                                                        |                                                                        | |                                                                              |                                                                              |                                                                              |                                                                              |                                                                              |                                                      |                                                      |                                     |                             |                         |                         |                                                        |                                                        |                                                        |                                                        |                                                        |                                                        |  |  |  |  |  |  |  |  |  |  |  |  |  |  |  |  |  |  |  |  |
|                                                                   |                                                                   |                                                                   |                                                                   |                                                                   |                                                                   |                                                         |                                                         | 21代アランデル伯 トマス・ハワード (1585–1646)                       |                                                                     |                                                                     |                                                                     |                                                                         |                                                                     |                                                       |                                                       |                                                                                     |                                                                                     |                                                                                     |                                                                                     |                                                                                     |                                                                                     |                                                                        |                                                                        | |                                                                              |                                                                              |                                                                              |                                                                              |                                                                              |                                                      |                                                      |                                     |                             |                         |                         |                                                        |                                                        |                                                        |                                                        |                                                        |                                                        |  |  |  |  |  |  |  |  |  |  |  |  |  |  |  |  |  |  |  |  |
|                                                                   |                                                                   |                                                                   |                                                                   |                                                                   |                                                                   |                                                         |                                                         | 1604アランデル伯回復                                                |                                                                     |                                                                     |                                                                     |                                                                         |                                                                     |                                                       |                                                       |                                                                                     |                                                                                     |                                                                                     |                                                                                     |                                                                                     |                                                                                     |                                                                        |                                                                        | |                                                                              |                                                                              |                                                                              |                                                                              |                                                                              |                                                      |                                                      |                                     |                             |                         |                         |                                                        |                                                        |                                                        |                                                        |                                                        |                                                        |  |  |  |  |  |  |  |  |  |  |  |  |  |  |  |  |  |  |  |  |
|                                                                   |                                                                   |                                                                   |                                                                   |                                                                   |                                                                   |                                                         |                                                         |                                                                     |                                                                     |                                                                     |                                                                     |                                                                         |                                                                     |                                                       |                                                       |                                                                                     |                                                                                     |                                                                                     |                                                                                     |                                                                                     |                                                                                     |                                                                        |                                                                        | |                                                                              |                                                                              |                                                                              |                                                                              |                                                                              |                                                      |                                                      |                                     |                             |                         |                         |                                                        |                                                        |                                                        |                                                        |                                                        |                                                        |  |  |  |  |  |  |  |  |  |  |  |  |  |  |  |  |  |  |  |  |
|                                                                   |                                                                   |                                                                   |                                                                   |                                                                   |                                                                   |                                                         |                                                         | 22代アランデル伯 ヘンリー・ハワード (1608–1652)                     |                                                                     |                                                                     |                                                                     |                                                                         |                                                                     |                                                       |                                                       |                                                                                     |                                                                                     |                                                                                     |                                                                                     |                                                                                     |                                                                                     |                                                                        |                                                                        | |                                                                              |                                                                              |                                                                              |                                                                              |                                                                              |                                                      |                                                      |                                     |                             |                         |                         |                                                        |                                                        |                                                        |                                                        |                                                        |                                                        |  |  |  |  |  |  |  |  |  |  |  |  |  |  |  |  |  |  |  |  |
|                                                                   |                                                                   |                                                                   |                                                                   |                                                                   |                                                                   |                                                         |                                                         |                                                                     |                                                                     |                                                                     |                                                                     |                                                                         |                                                                     |                                                       |                                                       |                                                                                     |                                                                                     |                                                                                     |                                                                                     |                                                                                     |                                                                                     |                                                                        |                                                                        | |                                                                              |                                                                              |                                                                              |                                                                              |                                                                              |                                                      |                                                      |                                     |                             |                         |                         |                                                        |                                                        |                                                        |                                                        |                                                        |                                                        |  |  |  |  |  |  |  |  |  |  |  |  |  |  |  |  |  |  |  |  |
|                                                                   |                                                                   |                                                                   |                                                                   |                                                                   |                                                                   |                                                         |                                                         |                                                                     |                                                                     |                                                                     |                                                                     |                                                                         |                                                                     |                                                       |                                                       |                                                                                     |                                                                                     |                                                                                     |                                                                                     |                                                                                     |                                                                                     |                                                                        |                                                                        | |                                                                              |                                                                              |                                                                              |                                                                              |                                                                              |                                                      |                                                      |                                     |                             |                         |                         |                                                        |                                                        |                                                        |                                                        |                                                        |                                                        |  |  |  |  |  |  |  |  |  |  |  |  |  |  |  |  |  |  |  |  |
| 5代ノーフォーク公 23代アランデル伯 トマス・ハワード (1627–1677)   | 5代ノーフォーク公 23代アランデル伯 トマス・ハワード (1627–1677)   | 5代ノーフォーク公 23代アランデル伯 トマス・ハワード (1627–1677)   | 5代ノーフォーク公 23代アランデル伯 トマス・ハワード (1627–1677)   | 5代ノーフォーク公 23代アランデル伯 トマス・ハワード (1627–1677)   | 5代ノーフォーク公 23代アランデル伯 トマス・ハワード (1627–1677)   |                                                         |                                                         | 6代ノーフォーク公 24代アランデル伯 ヘンリー・ハワード (1628–1684)   | 6代ノーフォーク公 24代アランデル伯 ヘンリー・ハワード (1628–1684)   | 6代ノーフォーク公 24代アランデル伯 ヘンリー・ハワード (1628–1684)   | 6代ノーフォーク公 24代アランデル伯 ヘンリー・ハワード (1628–1684)   | 6代ノーフォーク公 24代アランデル伯 ヘンリー・ハワード (1628–1684)       | 6代ノーフォーク公 24代アランデル伯 ヘンリー・ハワード (1628–1684)   |                                                       |                                                       | チャールズ・ハワード (-1713)                                                        | チャールズ・ハワード (-1713)                                                        | チャールズ・ハワード (-1713)                                                        | チャールズ・ハワード (-1713)                                                        | チャールズ・ハワード (-1713)                                                        | チャールズ・ハワード (-1713)                                                        |                                                                        |                                                                        | バーナード・ハワード (1641–1717)                                                                              | バーナード・ハワード (1641–1717)                                             | バーナード・ハワード (1641–1717)                                             | バーナード・ハワード (1641–1717)                                             | バーナード・ハワード (1641–1717)                                             | バーナード・ハワード (1641–1717)                                             |                                                      |                                                      |                                     |                             |                         |                         |                                                        |                                                        |                                                        |                                                        |                                                        |                                                        |  |  |  |  |  |  |  |  |  |  |  |  |  |  |  |  |  |  |  |  |
| 5代ノーフォーク公 23代アランデル伯 トマス・ハワード (1627–1677)   | 5代ノーフォーク公 23代アランデル伯 トマス・ハワード (1627–1677)   | 5代ノーフォーク公 23代アランデル伯 トマス・ハワード (1627–1677)   | 5代ノーフォーク公 23代アランデル伯 トマス・ハワード (1627–1677)   | 5代ノーフォーク公 23代アランデル伯 トマス・ハワード (1627–1677)   | 5代ノーフォーク公 23代アランデル伯 トマス・ハワード (1627–1677)   | 1660ノーフォーク公(3期)回復                             |                                                         | 6代ノーフォーク公 24代アランデル伯 ヘンリー・ハワード (1628–1684)   | 6代ノーフォーク公 24代アランデル伯 ヘンリー・ハワード (1628–1684)   | 6代ノーフォーク公 24代アランデル伯 ヘンリー・ハワード (1628–1684)   | 6代ノーフォーク公 24代アランデル伯 ヘンリー・ハワード (1628–1684)   | 6代ノーフォーク公 24代アランデル伯 ヘンリー・ハワード (1628–1684)       | 6代ノーフォーク公 24代アランデル伯 ヘンリー・ハワード (1628–1684)   |                                                       |                                                       | チャールズ・ハワード (-1713)                                                        | チャールズ・ハワード (-1713)                                                        | チャールズ・ハワード (-1713)                                                        | チャールズ・ハワード (-1713)                                                        | チャールズ・ハワード (-1713)                                                        | チャールズ・ハワード (-1713)                                                        |                                                                        |                                                                        | バーナード・ハワード (1641–1717)                                                                              | バーナード・ハワード (1641–1717)                                             | バーナード・ハワード (1641–1717)                                             | バーナード・ハワード (1641–1717)                                             | バーナード・ハワード (1641–1717)                                             | バーナード・ハワード (1641–1717)                                             |                                                      |                                                      |                                     |                             |                         |                         |                                                        |                                                        |                                                        |                                                        |                                                        |                                                        |  |  |  |  |  |  |  |  |  |  |  |  |  |  |  |  |  |  |  |  |
|                                                                   |                                                                   |                                                                   |                                                                   |                                                                   |                                                                   |                                                         |                                                         |                                                                     |                                                                     |                                                                     |                                                                     |                                                                         |                                                                     |                                                       |                                                       |                                                                                     |                                                                                     |                                                                                     |                                                                                     |                                                                                     |                                                                                     |                                                                        |                                                                        | |                                                                              |                                                                              |                                                                              |                                                                              |                                                                              |                                                      |                                                      |                                     |                             |                         |                         |                                                        |                                                        |                                                        |                                                        |                                                        |                                                        |  |  |  |  |  |  |  |  |  |  |  |  |  |  |  |  |  |  |  |  |
|                                                                   |                                                                   |                                                                   |                                                                   |                                                                   |                                                                   |                                                         |                                                         |                                                                     |                                                                     |                                                                     |                                                                     |                                                                         |                                                                     |                                                       |                                                       |                                                                                     |                                                                                     |                                                                                     |                                                                                     |                                                                                     |                                                                                     |                                                                        |                                                                        | |                                                                              |                                                                              |                                                                              |                                                                              |                                                                              |                                                      |                                                      |                                     |                             |                         |                         |                                                        |                                                        |                                                        |                                                        |                                                        |                                                        |  |  |  |  |  |  |  |  |  |  |  |  |  |  |  |  |  |  |  |  |
| 7代ノーフォーク公 25代アランデル伯 ヘンリー・ハワード (1655–1701) | 7代ノーフォーク公 25代アランデル伯 ヘンリー・ハワード (1655–1701) | 7代ノーフォーク公 25代アランデル伯 ヘンリー・ハワード (1655–1701) | 7代ノーフォーク公 25代アランデル伯 ヘンリー・ハワード (1655–1701) | 7代ノーフォーク公 25代アランデル伯 ヘンリー・ハワード (1655–1701) | 7代ノーフォーク公 25代アランデル伯 ヘンリー・ハワード (1655–1701) |                                                         |                                                         | トマス・ハワード (-1689)                                            | トマス・ハワード (-1689)                                            | トマス・ハワード (-1689)                                            | トマス・ハワード (-1689)                                            | トマス・ハワード (-1689)                                                | トマス・ハワード (-1689)                                            |                                                       |                                                       | ヘンリー・ハワード (-1720)                                                          | ヘンリー・ハワード (-1720)                                                          | ヘンリー・ハワード (-1720)                                                          | ヘンリー・ハワード (-1720)                                                          | ヘンリー・ハワード (-1720)                                                          | ヘンリー・ハワード (-1720)                                                          |                                                                        |                                                                        | バーナード・ハワード (1674–1735)                                                                              | バーナード・ハワード (1674–1735)                                             | バーナード・ハワード (1674–1735)                                             | バーナード・ハワード (1674–1735)                                             | バーナード・ハワード (1674–1735)                                             | バーナード・ハワード (1674–1735)                                             |                                                      |                                                      |                                     |                             |                         |                         |                                                        |                                                        |                                                        |                                                        |                                                        |                                                        |  |  |  |  |  |  |  |  |  |  |  |  |  |  |  |  |  |  |  |  |
| 7代ノーフォーク公 25代アランデル伯 ヘンリー・ハワード (1655–1701) | 7代ノーフォーク公 25代アランデル伯 ヘンリー・ハワード (1655–1701) | 7代ノーフォーク公 25代アランデル伯 ヘンリー・ハワード (1655–1701) | 7代ノーフォーク公 25代アランデル伯 ヘンリー・ハワード (1655–1701) | 7代ノーフォーク公 25代アランデル伯 ヘンリー・ハワード (1655–1701) | 7代ノーフォーク公 25代アランデル伯 ヘンリー・ハワード (1655–1701) |                                                         |                                                         | トマス・ハワード (-1689)                                            | トマス・ハワード (-1689)                                            | トマス・ハワード (-1689)                                            | トマス・ハワード (-1689)                                            | トマス・ハワード (-1689)                                                | トマス・ハワード (-1689)                                            |                                                       |                                                       | ヘンリー・ハワード (-1720)                                                          | ヘンリー・ハワード (-1720)                                                          | ヘンリー・ハワード (-1720)                                                          | ヘンリー・ハワード (-1720)                                                          | ヘンリー・ハワード (-1720)                                                          | ヘンリー・ハワード (-1720)                                                          |                                                                        |                                                                        | バーナード・ハワード (1674–1735)                                                                              | バーナード・ハワード (1674–1735)                                             | バーナード・ハワード (1674–1735)                                             | バーナード・ハワード (1674–1735)                                             | バーナード・ハワード (1674–1735)                                             | バーナード・ハワード (1674–1735)                                             |                                                      |                                                      |                                     |                             |                         |                         |                                                        |                                                        |                                                        |                                                        |                                                        |                                                        |  |  |  |  |  |  |  |  |  |  |  |  |  |  |  |  |  |  |  |  |
|                                                                   |                                                                   |                                                                   |                                                                   |                                                                   |                                                                   |                                                         |                                                         |                                                                     |                                                                     |                                                                     |                                                                     |                                                                         |                                                                     |                                                       |                                                       |                                                                                     |                                                                                     |                                                                                     |                                                                                     |                                                                                     |                                                                                     |                                                                        |                                                                        | |                                                                              |                                                                              |                                                                              |                                                                              |                                                                              |                                                      |                                                      |                                     |                             |                         |                         |                                                        |                                                        |                                                        |                                                        |                                                        |                                                        |  |  |  |  |  |  |  |  |  |  |  |  |  |  |  |  |  |  |  |  |
| 8代ノーフォーク公 26代アランデル伯 トマス・ハワード (1683–1732)   | 8代ノーフォーク公 26代アランデル伯 トマス・ハワード (1683–1732)   | 8代ノーフォーク公 26代アランデル伯 トマス・ハワード (1683–1732)   | 8代ノーフォーク公 26代アランデル伯 トマス・ハワード (1683–1732)   | 8代ノーフォーク公 26代アランデル伯 トマス・ハワード (1683–1732)   | 8代ノーフォーク公 26代アランデル伯 トマス・ハワード (1683–1732)   |                                                         |                                                         | 9代ノーフォーク公 27代アランデル伯 エドワード・ハワード (1685–1777) | 9代ノーフォーク公 27代アランデル伯 エドワード・ハワード (1685–1777) | 9代ノーフォーク公 27代アランデル伯 エドワード・ハワード (1685–1777) | 9代ノーフォーク公 27代アランデル伯 エドワード・ハワード (1685–1777) | 9代ノーフォーク公 27代アランデル伯 エドワード・ハワード (1685–1777)     | 9代ノーフォーク公 27代アランデル伯 エドワード・ハワード (1685–1777) |                                                       |                                                       | 10代ノーフォーク公 28代アランデル伯 チャールズ・ハワード (1720–1786)                | 10代ノーフォーク公 28代アランデル伯 チャールズ・ハワード (1720–1786)                | 10代ノーフォーク公 28代アランデル伯 チャールズ・ハワード (1720–1786)                | 10代ノーフォーク公 28代アランデル伯 チャールズ・ハワード (1720–1786)                | 10代ノーフォーク公 28代アランデル伯 チャールズ・ハワード (1720–1786)                | 10代ノーフォーク公 28代アランデル伯 チャールズ・ハワード (1720–1786)                |                                                                        |                                                                        | ヘンリー・ハワード (1713–1787)                                                                                | ヘンリー・ハワード (1713–1787)                                               | ヘンリー・ハワード (1713–1787)                                               | ヘンリー・ハワード (1713–1787)                                               | ヘンリー・ハワード (1713–1787)                                               | ヘンリー・ハワード (1713–1787)                                               |                                                      |                                                      |                                     |                             |                         |                         |                                                        |                                                        |                                                        |                                                        |                                                        |                                                        |  |  |  |  |  |  |  |  |  |  |  |  |  |  |  |  |  |  |  |  |
| 8代ノーフォーク公 26代アランデル伯 トマス・ハワード (1683–1732)   | 8代ノーフォーク公 26代アランデル伯 トマス・ハワード (1683–1732)   | 8代ノーフォーク公 26代アランデル伯 トマス・ハワード (1683–1732)   | 8代ノーフォーク公 26代アランデル伯 トマス・ハワード (1683–1732)   | 8代ノーフォーク公 26代アランデル伯 トマス・ハワード (1683–1732)   | 8代ノーフォーク公 26代アランデル伯 トマス・ハワード (1683–1732)   |                                                         |                                                         | 9代ノーフォーク公 27代アランデル伯 エドワード・ハワード (1685–1777) | 9代ノーフォーク公 27代アランデル伯 エドワード・ハワード (1685–1777) | 9代ノーフォーク公 27代アランデル伯 エドワード・ハワード (1685–1777) | 9代ノーフォーク公 27代アランデル伯 エドワード・ハワード (1685–1777) | 9代ノーフォーク公 27代アランデル伯 エドワード・ハワード (1685–1777)     | 9代ノーフォーク公 27代アランデル伯 エドワード・ハワード (1685–1777) |                                                       |                                                       | 10代ノーフォーク公 28代アランデル伯 チャールズ・ハワード (1720–1786)                | 10代ノーフォーク公 28代アランデル伯 チャールズ・ハワード (1720–1786)                | 10代ノーフォーク公 28代アランデル伯 チャールズ・ハワード (1720–1786)                | 10代ノーフォーク公 28代アランデル伯 チャールズ・ハワード (1720–1786)                | 10代ノーフォーク公 28代アランデル伯 チャールズ・ハワード (1720–1786)                | 10代ノーフォーク公 28代アランデル伯 チャールズ・ハワード (1720–1786)                |                                                                        |                                                                        | ヘンリー・ハワード (1713–1787)                                                                                | ヘンリー・ハワード (1713–1787)                                               | ヘンリー・ハワード (1713–1787)                                               | ヘンリー・ハワード (1713–1787)                                               | ヘンリー・ハワード (1713–1787)                                               | ヘンリー・ハワード (1713–1787)                                               |                                                      |                                                      |                                     |                             |                         |                         |                                                        |                                                        |                                                        |                                                        |                                                        |                                                        |  |  |  |  |  |  |  |  |  |  |  |  |  |  |  |  |  |  |  |  |
|                                                                   |                                                                   |                                                                   |                                                                   |                                                                   |                                                                   |                                                         |                                                         |                                                                     |                                                                     |                                                                     |                                                                     |                                                                         |                                                                     |                                                       |                                                       |                                                                                     |                                                                                     |                                                                                     |                                                                                     |                                                                                     |                                                                                     |                                                                        |                                                                        | |                                                                              |                                                                              |                                                                              |                                                                              |                                                                              |                                                      |                                                      |                                     |                             |                         |                         |                                                        |                                                        |                                                        |                                                        |                                                        |                                                        |  |  |  |  |  |  |  |  |  |  |  |  |  |  |  |  |  |  |  |  |
|                                                                   |                                                                   |                                                                   |                                                                   |                                                                   |                                                                   |                                                         |                                                         |                                                                     |                                                                     |                                                                     |                                                                     |                                                                         |                                                                     |                                                       |                                                       |                                                                                     |                                                                                     |                                                                                     |                                                                                     |                                                                                     |                                                                                     |                                                                        |                                                                        | |                                                                              |                                                                              |                                                                              |                                                                              |                                                                              |                                                      |                                                      | ペンリスのハワード男爵 ハワード家へ |                             |                         |                         |                                                        |                                                        |                                                        |                                                        |                                                        |                                                        |  |  |  |  |  |  |  |  |  |  |  |  |  |  |  |  |  |  |  |  |
|                                                                   |                                                                   |                                                                   |                                                                   |                                                                   |                                                                   |                                                         |                                                         |                                                                     |                                                                     |                                                                     |                                                                     |                                                                         |                                                                     |                                                       |                                                       | 11代ノーフォーク公 29代アランデル伯 チャールズ・ハワード (1746–1815)                | 11代ノーフォーク公 29代アランデル伯 チャールズ・ハワード (1746–1815)                | 11代ノーフォーク公 29代アランデル伯 チャールズ・ハワード (1746–1815)                | 11代ノーフォーク公 29代アランデル伯 チャールズ・ハワード (1746–1815)                | 11代ノーフォーク公 29代アランデル伯 チャールズ・ハワード (1746–1815)                | 11代ノーフォーク公 29代アランデル伯 チャールズ・ハワード (1746–1815)                |                                                                        |                                                                        | 12代ノーフォーク公 30代アランデル伯 バーナード・ハワード (1765–1842)                                          | 12代ノーフォーク公 30代アランデル伯 バーナード・ハワード (1765–1842)         | 12代ノーフォーク公 30代アランデル伯 バーナード・ハワード (1765–1842)         | 12代ノーフォーク公 30代アランデル伯 バーナード・ハワード (1765–1842)         | 12代ノーフォーク公 30代アランデル伯 バーナード・ハワード (1765–1842)         | 12代ノーフォーク公 30代アランデル伯 バーナード・ハワード (1765–1842)         |                                                      |                                                      |                                     |                             |                         |                         |                                                        |                                                        |                                                        |                                                        |                                                        |                                                        |  |  |  |  |  |  |  |  |  |  |  |  |  |  |  |  |  |  |  |  |
|                                                                   |                                                                   |                                                                   |                                                                   |                                                                   |                                                                   |                                                         |                                                         |                                                                     |                                                                     |                                                                     |                                                                     |                                                                         |                                                                     |                                                       |                                                       | 11代ノーフォーク公 29代アランデル伯 チャールズ・ハワード (1746–1815)                | 11代ノーフォーク公 29代アランデル伯 チャールズ・ハワード (1746–1815)                | 11代ノーフォーク公 29代アランデル伯 チャールズ・ハワード (1746–1815)                | 11代ノーフォーク公 29代アランデル伯 チャールズ・ハワード (1746–1815)                | 11代ノーフォーク公 29代アランデル伯 チャールズ・ハワード (1746–1815)                | 11代ノーフォーク公 29代アランデル伯 チャールズ・ハワード (1746–1815)                |                                                                        |                                                                        | 12代ノーフォーク公 30代アランデル伯 バーナード・ハワード (1765–1842)                                          | 12代ノーフォーク公 30代アランデル伯 バーナード・ハワード (1765–1842)         | 12代ノーフォーク公 30代アランデル伯 バーナード・ハワード (1765–1842)         | 12代ノーフォーク公 30代アランデル伯 バーナード・ハワード (1765–1842)         | 12代ノーフォーク公 30代アランデル伯 バーナード・ハワード (1765–1842)         | 12代ノーフォーク公 30代アランデル伯 バーナード・ハワード (1765–1842)         |                                                      |                                                      |                                     |                             |                         |                         |                                                        |                                                        |                                                        |                                                        |                                                        |                                                        |  |  |  |  |  |  |  |  |  |  |  |  |  |  |  |  |  |  |  |  |
|                                                                   |                                                                   |                                                                   |                                                                   |                                                                   |                                                                   |                                                         |                                                         |                                                                     |                                                                     |                                                                     |                                                                     |                                                                         |                                                                     |                                                       |                                                       |                                                                                     |                                                                                     |                                                                                     |                                                                                     |                                                                                     |                                                                                     |                                                                        |                                                                        | 13代ノーフォーク公 31代アランデル伯 ヘンリー・ハワード (1791–1856)                                            |                                                                              |                                                                              |                                                                              |                                                                              |                                                                              |                                                      |                                                      |                                     |                             |                         |                         |                                                        |                                                        |                                                        |                                                        |                                                        |                                                        |  |  |  |  |  |  |  |  |  |  |  |  |  |  |  |  |  |  |  |  |
|                                                                   |                                                                   |                                                                   |                                                                   |                                                                   |                                                                   |                                                         |                                                         |                                                                     |                                                                     |                                                                     |                                                                     |                                                                         |                                                                     |                                                       |                                                       |                                                                                     |                                                                                     |                                                                                     |                                                                                     |                                                                                     |                                                                                     |                                                                        |                                                                        | |                                                                              |                                                                              |                                                                              |                                                                              |                                                                              |                                                      |                                                      |                                     |                             |                         |                         |                                                        |                                                        |                                                        |                                                        |                                                        |                                                        |  |  |  |  |  |  |  |  |  |  |  |  |  |  |  |  |  |  |  |  |
|                                                                   |                                                                   |                                                                   |                                                                   |                                                                   |                                                                   |                                                         |                                                         |                                                                     |                                                                     |                                                                     |                                                                     |                                                                         |                                                                     |                                                       |                                                       |                                                                                     |                                                                                     |                                                                                     |                                                                                     |                                                                                     |                                                                                     |                                                                        |                                                                        | |                                                                              |                                                                              |                                                                              |                                                                              |                                                                              |                                                      |                                                      |                                     |                             |                         |                         |                                                        |                                                        |                                                        |                                                        |                                                        |                                                        |  |  |  |  |  |  |  |  |  |  |  |  |  |  |  |  |  |  |  |  |
|                                                                   |                                                                   |                                                                   |                                                                   |                                                                   |                                                                   |                                                         |                                                         |                                                                     |                                                                     |                                                                     |                                                                     |                                                                         |                                                                     |                                                       |                                                       |                                                                                     |                                                                                     |                                                                                     |                                                                                     |                                                                                     |                                                                                     |                                                                        |                                                                        | 1869グロソップのハワード男爵創設                                                                              |                                                                              |                                                                              |                                                                              |                                                                              |                                                                              |                                                      |                                                      |                                     |                             |                         |                         |                                                        |                                                        |                                                        |                                                        |                                                        |                                                        |  |  |  |  |  |  |  |  |  |  |  |  |  |  |  |  |  |  |  |  |
|                                                                   |                                                                   |                                                                   |                                                                   |                                                                   |                                                                   |                                                         |                                                         |                                                                     |                                                                     |                                                                     |                                                                     |                                                                         |                                                                     |                                                       |                                                       | 14代ノーフォーク公 32代アランデル伯 ヘンリー フィッツアラン＝ハワード (1815–1860)   | 14代ノーフォーク公 32代アランデル伯 ヘンリー フィッツアラン＝ハワード (1815–1860)   | 14代ノーフォーク公 32代アランデル伯 ヘンリー フィッツアラン＝ハワード (1815–1860)   | 14代ノーフォーク公 32代アランデル伯 ヘンリー フィッツアラン＝ハワード (1815–1860)   | 14代ノーフォーク公 32代アランデル伯 ヘンリー フィッツアラン＝ハワード (1815–1860)   | 14代ノーフォーク公 32代アランデル伯 ヘンリー フィッツアラン＝ハワード (1815–1860)   |                                                                        |                                                                        | グロソップの初代ハワード男爵 エドワード フィッツアラン＝ハワード (1818–1883)                                  | グロソップの初代ハワード男爵 エドワード フィッツアラン＝ハワード (1818–1883) | グロソップの初代ハワード男爵 エドワード フィッツアラン＝ハワード (1818–1883) | グロソップの初代ハワード男爵 エドワード フィッツアラン＝ハワード (1818–1883) | グロソップの初代ハワード男爵 エドワード フィッツアラン＝ハワード (1818–1883) | グロソップの初代ハワード男爵 エドワード フィッツアラン＝ハワード (1818–1883) |                                                      |                                                      |                                     |                             |                         |                         |                                                        |                                                        |                                                        |                                                        |                                                        |                                                        |  |  |  |  |  |  |  |  |  |  |  |  |  |  |  |  |  |  |  |  |
|                                                                   |                                                                   |                                                                   |                                                                   |                                                                   |                                                                   |                                                         |                                                         |                                                                     |                                                                     |                                                                     |                                                                     |                                                                         |                                                                     |                                                       |                                                       | 14代ノーフォーク公 32代アランデル伯 ヘンリー フィッツアラン＝ハワード (1815–1860)   | 14代ノーフォーク公 32代アランデル伯 ヘンリー フィッツアラン＝ハワード (1815–1860)   | 14代ノーフォーク公 32代アランデル伯 ヘンリー フィッツアラン＝ハワード (1815–1860)   | 14代ノーフォーク公 32代アランデル伯 ヘンリー フィッツアラン＝ハワード (1815–1860)   | 14代ノーフォーク公 32代アランデル伯 ヘンリー フィッツアラン＝ハワード (1815–1860)   | 14代ノーフォーク公 32代アランデル伯 ヘンリー フィッツアラン＝ハワード (1815–1860)   |                                                                        |                                                                        | グロソップの初代ハワード男爵 エドワード フィッツアラン＝ハワード (1818–1883)                                  | グロソップの初代ハワード男爵 エドワード フィッツアラン＝ハワード (1818–1883) | グロソップの初代ハワード男爵 エドワード フィッツアラン＝ハワード (1818–1883) | グロソップの初代ハワード男爵 エドワード フィッツアラン＝ハワード (1818–1883) | グロソップの初代ハワード男爵 エドワード フィッツアラン＝ハワード (1818–1883) | グロソップの初代ハワード男爵 エドワード フィッツアラン＝ハワード (1818–1883) |                                                      |                                                      |                                     |                             |                         |                         |                                                        |                                                        |                                                        |                                                        |                                                        |                                                        |  |  |  |  |  |  |  |  |  |  |  |  |  |  |  |  |  |  |  |  |
|                                                                   |                                                                   |                                                                   |                                                                   |                                                                   |                                                                   |                                                         |                                                         |                                                                     |                                                                     |                                                                     |                                                                     |                                                                         |                                                                     |                                                       |                                                       | 15代ノーフォーク公 33代アランデル伯 ヘンリー フィッツアラン＝ハワード (1847–1917)   | 15代ノーフォーク公 33代アランデル伯 ヘンリー フィッツアラン＝ハワード (1847–1917)   | 15代ノーフォーク公 33代アランデル伯 ヘンリー フィッツアラン＝ハワード (1847–1917)   | 15代ノーフォーク公 33代アランデル伯 ヘンリー フィッツアラン＝ハワード (1847–1917)   | 15代ノーフォーク公 33代アランデル伯 ヘンリー フィッツアラン＝ハワード (1847–1917)   | 15代ノーフォーク公 33代アランデル伯 ヘンリー フィッツアラン＝ハワード (1847–1917)   |                                                                        |                                                                        | グロソップの2代ハワード男爵 フランシス フィッツアラン＝ハワード (1859–1924)                                   | グロソップの2代ハワード男爵 フランシス フィッツアラン＝ハワード (1859–1924)  | グロソップの2代ハワード男爵 フランシス フィッツアラン＝ハワード (1859–1924)  | グロソップの2代ハワード男爵 フランシス フィッツアラン＝ハワード (1859–1924)  | グロソップの2代ハワード男爵 フランシス フィッツアラン＝ハワード (1859–1924)  | グロソップの2代ハワード男爵 フランシス フィッツアラン＝ハワード (1859–1924)  |                                                      |                                                      |                                     |                             |                         |                         |                                                        |                                                        |                                                        |                                                        |                                                        |                                                        |  |  |  |  |  |  |  |  |  |  |  |  |  |  |  |  |  |  |  |  |
|                                                                   |                                                                   |                                                                   |                                                                   |                                                                   |                                                                   |                                                         |                                                         |                                                                     |                                                                     |                                                                     |                                                                     |                                                                         |                                                                     |                                                       |                                                       | 15代ノーフォーク公 33代アランデル伯 ヘンリー フィッツアラン＝ハワード (1847–1917)   | 15代ノーフォーク公 33代アランデル伯 ヘンリー フィッツアラン＝ハワード (1847–1917)   | 15代ノーフォーク公 33代アランデル伯 ヘンリー フィッツアラン＝ハワード (1847–1917)   | 15代ノーフォーク公 33代アランデル伯 ヘンリー フィッツアラン＝ハワード (1847–1917)   | 15代ノーフォーク公 33代アランデル伯 ヘンリー フィッツアラン＝ハワード (1847–1917)   | 15代ノーフォーク公 33代アランデル伯 ヘンリー フィッツアラン＝ハワード (1847–1917)   |                                                                        |                                                                        | グロソップの2代ハワード男爵 フランシス フィッツアラン＝ハワード (1859–1924)                                   | グロソップの2代ハワード男爵 フランシス フィッツアラン＝ハワード (1859–1924)  | グロソップの2代ハワード男爵 フランシス フィッツアラン＝ハワード (1859–1924)  | グロソップの2代ハワード男爵 フランシス フィッツアラン＝ハワード (1859–1924)  | グロソップの2代ハワード男爵 フランシス フィッツアラン＝ハワード (1859–1924)  | グロソップの2代ハワード男爵 フランシス フィッツアラン＝ハワード (1859–1924)  |                                                      |                                                      |                                     |                             |                         |                         |                                                        |                                                        |                                                        |                                                        |                                                        |                                                        |  |  |  |  |  |  |  |  |  |  |  |  |  |  |  |  |  |  |  |  |
|                                                                   |                                                                   |                                                                   |                                                                   |                                                                   |                                                                   |                                                         |                                                         |                                                                     |                                                                     |                                                                     |                                                                     |                                                                         |                                                                     |                                                       |                                                       | 16代ノーフォーク公 34代アランデル伯 バーナード フィッツアラン＝ハワード (1908–1975) | 16代ノーフォーク公 34代アランデル伯 バーナード フィッツアラン＝ハワード (1908–1975) | 16代ノーフォーク公 34代アランデル伯 バーナード フィッツアラン＝ハワード (1908–1975) | 16代ノーフォーク公 34代アランデル伯 バーナード フィッツアラン＝ハワード (1908–1975) | 16代ノーフォーク公 34代アランデル伯 バーナード フィッツアラン＝ハワード (1908–1975) | 16代ノーフォーク公 34代アランデル伯 バーナード フィッツアラン＝ハワード (1908–1975) |                                                                        |                                                                        | グロソップの3代ハワード男爵 バーナード フィッツアラン＝ハワード (1885–1972)                                   | グロソップの3代ハワード男爵 バーナード フィッツアラン＝ハワード (1885–1972)  | グロソップの3代ハワード男爵 バーナード フィッツアラン＝ハワード (1885–1972)  | グロソップの3代ハワード男爵 バーナード フィッツアラン＝ハワード (1885–1972)  | グロソップの3代ハワード男爵 バーナード フィッツアラン＝ハワード (1885–1972)  | グロソップの3代ハワード男爵 バーナード フィッツアラン＝ハワード (1885–1972)  |                                                      |                                                      |                                     |                             |                         |                         |                                                        |                                                        |                                                        |                                                        |                                                        |                                                        |  |  |  |  |  |  |  |  |  |  |  |  |  |  |  |  |  |  |  |  |
|                                                                   |                                                                   |                                                                   |                                                                   |                                                                   |                                                                   |                                                         |                                                         |                                                                     |                                                                     |                                                                     |                                                                     |                                                                         |                                                                     |                                                       |                                                       | 16代ノーフォーク公 34代アランデル伯 バーナード フィッツアラン＝ハワード (1908–1975) | 16代ノーフォーク公 34代アランデル伯 バーナード フィッツアラン＝ハワード (1908–1975) | 16代ノーフォーク公 34代アランデル伯 バーナード フィッツアラン＝ハワード (1908–1975) | 16代ノーフォーク公 34代アランデル伯 バーナード フィッツアラン＝ハワード (1908–1975) | 16代ノーフォーク公 34代アランデル伯 バーナード フィッツアラン＝ハワード (1908–1975) | 16代ノーフォーク公 34代アランデル伯 バーナード フィッツアラン＝ハワード (1908–1975) |                                                                        |                                                                        | グロソップの3代ハワード男爵 バーナード フィッツアラン＝ハワード (1885–1972)                                   | グロソップの3代ハワード男爵 バーナード フィッツアラン＝ハワード (1885–1972)  | グロソップの3代ハワード男爵 バーナード フィッツアラン＝ハワード (1885–1972)  | グロソップの3代ハワード男爵 バーナード フィッツアラン＝ハワード (1885–1972)  | グロソップの3代ハワード男爵 バーナード フィッツアラン＝ハワード (1885–1972)  | グロソップの3代ハワード男爵 バーナード フィッツアラン＝ハワード (1885–1972)  |                                                      |                                                      |                                     |                             |                         |                         |                                                        |                                                        |                                                        |                                                        |                                                        |                                                        |  |  |  |  |  |  |  |  |  |  |  |  |  |  |  |  |  |  |  |  |
|                                                                   |                                                                   |                                                                   |                                                                   |                                                                   |                                                                   |                                                         |                                                         |                                                                     |                                                                     |                                                                     |                                                                     |                                                                         |                                                                     |                                                       |                                                       |                                                                                     |                                                                                     |                                                                                     |                                                                                     |                                                                                     |                                                                                     |                                                                        |                                                                        | 17代ノーフォーク公 35代アランデル伯 グロソップの4代ハワード男爵 マイルス フィッツアラン＝ハワード (1915–2002) |                                                                              |                                                                              |                                                                              |                                                                              |                                                                              |                                                      |                                                      |                                     |                             |                         |                         |                                                        |                                                        |                                                        |                                                        |                                                        |                                                        |  |  |  |  |  |  |  |  |  |  |  |  |  |  |  |  |  |  |  |  |
|                                                                   |                                                                   |                                                                   |                                                                   |                                                                   |                                                                   |                                                         |                                                         |                                                                     |                                                                     |                                                                     |                                                                     |                                                                         |                                                                     |                                                       |                                                       |                                                                                     |                                                                                     |                                                                                     |                                                                                     |                                                                                     |                                                                                     |                                                                        |                                                                        | |                                                                              |                                                                              |                                                                              |                                                                              |                                                                              |                                                      |                                                      |                                     |                             |                         |                         |                                                        |                                                        |                                                        |                                                        |                                                        |                                                        |  |  |  |  |  |  |  |  |  |  |  |  |  |  |  |  |  |  |  |  |
|                                                                   |                                                                   |                                                                   |                                                                   |                                                                   |                                                                   |                                                         |                                                         |                                                                     |                                                                     |                                                                     |                                                                     |                                                                         |                                                                     |                                                       |                                                       |                                                                                     |                                                                                     |                                                                                     |                                                                                     |                                                                                     |                                                                                     |                                                                        |                                                                        | 18代ノーフォーク公 36代アランデル伯 グロソップの5代ハワード男爵 エドワード フィッツアラン＝ハワード (1956-)   |                                                                              |                                                                              |                                                                              |                                                                              |                                                                              |                                                      |                                                      |                                     |                             |                         |                         |                                                        |                                                        |                                                        |                                                        |                                                        |                                                        |  |  |  |  |  |  |  |  |  |  |  |  |  |  |  |  |  |  |  |  |
|                                                                   |                                                                   |                                                                   |                                                                   |                                                                   |                                                                   |                                                         |                                                         |                                                                     |                                                                     |                                                                     |                                                                     |                                                                         |                                                                     |                                                       |                                                       |                                                                                     |                                                                                     |                                                                                     |                                                                                     |                                                                                     |                                                                                     |                                                                        |                                                                        | |                                                                              |                                                                              |                                                                              |                                                                              |                                                                              |                                                      |                                                      |                                     |                             |                         |                         |                                                        |                                                        |                                                        |                                                        |                                                        |                                                        |  |  |  |  |  |  |  |  |  |  |  |  |  |  |  |  |  |  |  |  |
|                                                                   |                                                                   |                                                                   |                                                                   |                                                                   |                                                                   |                                                         |                                                         |                                                                     |                                                                     |                                                                     |                                                                     |                                                                         |                                                                     |                                                       |                                                       |                                                                                     |                                                                                     |                                                                                     |                                                                                     |                                                                                     |                                                                                     |                                                                        |                                                                        | アランデル＝サリー伯 ヘンリー フィッツアラン＝ハワード (1987-)                                                |                                                                              |                                                                              |                                                                              |                                                                              |                                                                              |                                                      |                                                      |                                     |                             |                         |                         |                                                        |                                                        |                                                        |                                                        |                                                        |                                                        |  |  |  |  |  |  |  |  |  |  |  |  |  |  |  |  |  |  |  |  |

## ガーター騎士団

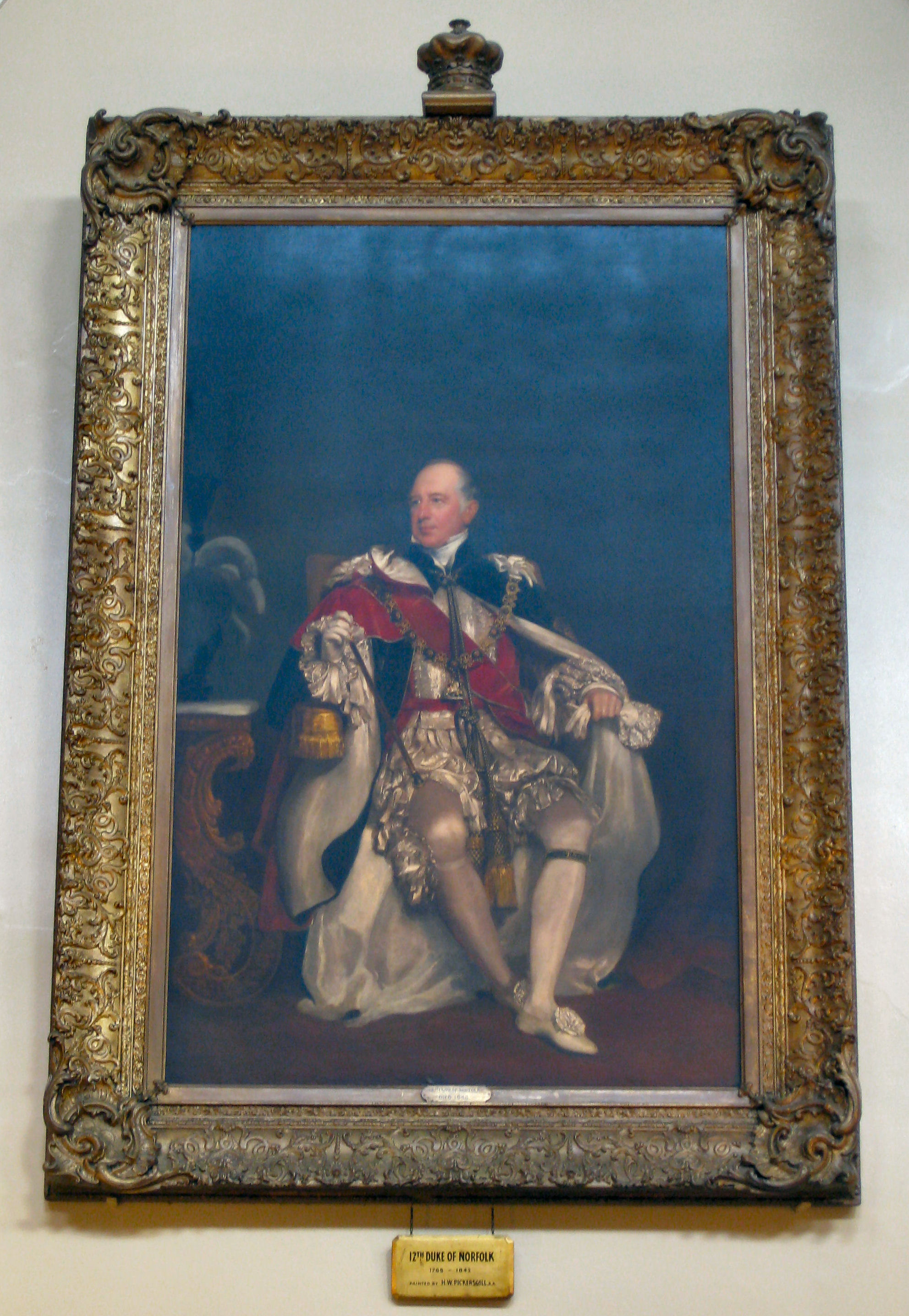
ガーター騎士団の正装をまとう第12代ノーフォーク公バーナード・ハワードの肖像画（ヘンリー・ウィリアム・ピッカースジル画）

代々のノーフォーク公からは多くのガーター勲章受章者を輩出している。下記の一覧はガーター騎士団に叙せられたノーフォーク公と、その受章年である。
- 1383年 - トマス・モウブレー (初代ノーフォーク公)
- 1421年 - ジョン・モウブレー (第3代ノーフォーク公)
- 1451年 - ジョン・モウブレー (第4代ノーフォーク公)
- 1472年 - ジョン・ハワード (初代ノーフォーク公)
- 1510年 - トマス・ハワード (第3代ノーフォーク公)
- 1559年 - トマス・ハワード (第4代ノーフォーク公)（1572年、除名）
- 1685年 - ヘンリー・ハワード (第7代ノーフォーク公)
- 1834年 - バーナード・ハワード (第12代ノーフォーク公)
- 1848年 - ヘンリー・ハワード (第13代ノーフォーク公)
- 1886年 - ヘンリー・フィッツアラン＝ハワード (第15代ノーフォーク公)
- 1937年 - バーナード・フィッツアラン＝ハワード (第16代ノーフォーク公)
- 1983年 - マイルス・フィッツアラン＝ハワード (第17代ノーフォーク公)